# Chronik des russischen Überfalls auf die Ukraine, Oktober 2023 bis Februar 2024

Animierte Darstellung des Verlaufs der russischen Invasion in der Ukraine ab dem 24. Februar 2022

Diese Chronik stellt eine Übersicht zur Chronologie des russischen Überfalls auf die Ukraine von Anfang Oktober 2023 bis Ende Februar 2024 dar.

## Verlauf (Oktober bis Dezember)

### 3. Oktober
Charkiws Bürgermeister Ihor Terechow teilte mit, dass die ostukrainische Metropole die erste unterirdische Schule des Landes baut, um ihre Schüler vor russischen Angriffen zu schützen.
Nach Angaben des russischen Verteidigungsministers Sergei Schoigu liegt die Zahl der für den Militäreinsatz in der Ukraine verpflichteten russischen Soldaten bei 335.000. Allein im September haben laut Schoigu mehr als 50.000 Soldaten einen entsprechenden Vertrag unterschrieben. Bei einem mehr als dreistündigen russischen Angriff in der Nacht auf den 3. Oktober haben die ukrainischen Streitkräfte eigenen Angaben zufolge 29 von 31 russischen Drohnen und Marschflugkörpern abgeschossen, die meisten davon in den Oblasten Mykolajiw und Dnipropetrowsk.

### 4. Oktober
Die deutsche Regierung entschied, der Ukraine vorerst keine Taurus-Marschflugkörper zu liefern, um die die Ukraine Deutschland lange gebeten hatte.

### 5. Oktober
Laut ukrainischen Meldungen sind durch einen russischen Luftangriff auf ein Café und ein Lebensmittelgeschäft im Dorf Hrosa, das in der Oblast Charkiw unweit der Front liegt, mindestens 59 Zivilisten getötet worden. Ukraines Innenminister Ihor Klymenko sagte, dass sich dort so viele Menschen aufgehalten hätten, weil im Café eine Totenwache für einen Verstorbenen abgehalten worden sei. In dem kleinen Ort sei von der Katastrophe wohl jede Familie betroffen. Laut Aussage des ukrainischen Innenministers nach Abschluss der Identifizierung der Toten waren die Opfer ausnahmslos ortsansässige Zivilisten.
Eine Ipsos-Umfrage zeigte, dass die Befürwortung von US-amerikanischen Waffenlieferungen, die den größten Teil der militärischen Auslandshilfe an die Ukraine ausmachen, unter den US-Amerikanern auf 41 % abnahm, während die Zahl der Gegner von Lieferungen auf 35 % stieg; 24 % waren unsicher. Die Vereinigten Staaten lieferten 1,1 Millionen Schuss iranische Munition an die Ukraine, die aus einer Schiffsladung stammte, die von der Islamischen Republik Iran – gegen einen Beschluss des UN-Sicherheitsrats – für den Jemen bestimmt gewesen war und von der US-Marine im Dezember 2022 im Golf von Oman beschlagnahmt worden war.
Einen Tag nachdem bekannt geworden war, dass sich Bundeskanzler Olaf Scholz vorerst gegen die Lieferung von Taurus-Marschflugkörpern an die Ukraine entschied, sagte dieser ein zweites Patriot-Flugabwehrsystem zu. Die Regierung hat der Ukraine für dieses Jahr Rüstungslieferungen für 5,4 Milliarden Euro und für die Folgejahre Militärtechnik im Wert von rund 10,5 Milliarden zugesagt.
Nach russischen Angaben wurden bei dem Versuch, in der besetzten Stadt Horliwka von der Ukraine abgefeuerte Streumunition zu entschärfen, ein Zivilist getötet und drei verletzt.
Nachdem am 13. und 22. September 2023 der Flottenstützpunkt Sewastopol Ziel von ukrainischen Angriffen geworden war, wurden im Hafen von Sewastopol liegende Schiffe der russischen Schwarzmeerflotte nach Feodossija und Noworossijsk verlegt.

### 6. Oktober
In der Stadt Charkiw starben nach ukrainischen Angaben zwei Menschen bei russischem Beschuss eines Wohnhauses. Unbestätigten Berichten zufolge soll die russische Luftverteidigung im Süden der Ukraine erneut ein eigenes Kampfflugzeug abgeschossen haben.

### 7. Oktober
In der Oblast Saporischschja starben eine 46 Jahre alte Frau und ein 71-jähriger Mann durch russischen Beschuss, wie die örtlichen Behörden mitteilten.

### 10. Oktober
Russische Kräfte traten ab 10. Oktober vor Awdijiwka, einem Vorort von Donezk, von Süden und von Norden mit massierten mechanisierten Truppen zum Angriff mit dem Versuch der Einkesselung an. In den folgenden Wochen lebte hier die seit 2014 laufende Schlacht um Awdijiwka erneut auf; der Ort wurde dabei fast vollstândig zerstört und es kam zu hohen Verlusten bei den russischen Streitkräften.

### 11. Oktober
In der Stadt Nikopol in der Oblast Dnipropetrowsk wurden nach Angaben des Gouverneurs vier Menschen getötet, als eine Schule von einer russischen Rakete getroffen wurde.

### 12. Oktober
Der russische Staatspräsident Wladimir Putin hat erstmals seit dem Erlass des Haftbefehls des Internationalen Strafgerichtshofs (IStGH) gegen ihn einen Auslandsbesuch – nämlich in Kirgisistan – absolviert.

### 13. Oktober
Sowohl die Ukraine als auch Russland berichteten von Gefechten um die in der Oblast Donezk liegende Stadt Awdijiwka, die unter Kontrolle ukrainischer Streitkräfte ist.
Nach Angaben des Institute for the Study of War erzielten russische Einheiten nördlich und südlich von Awdijiwka Geländegewinne, hätten dabei aber mindestens 36 Fahrzeuge verloren. Der ukrainische Befehlshaber Oleksandr Syrskyj vermeldete massive Angriffe russischer Streitkräfte mit dem Ziel, die Stadt Kupjansk einzukesseln.
Durch russischen Beschuss wurden in der ostukrainischen Stadt Pokrowsk laut ukrainischen Behörden mindestens ein Mensch getötet und 13 weitere verletzt. In der südukrainischen Stadt Beryslaw sei eine 34-jährige Frau durch den Angriff einer russischen Drohne getötet worden. Ukrainische Medien meldeten unter Berufung auf den Sicherheitsdienst der Ukraine, dass mit Seedrohnen erfolgreiche Angriffe auf russische Boote bei Sewastopol durchgeführt worden seien.

### 14. Oktober
Bei russischen Angriffen wurden nach Angaben lokaler ukrainischer Behördenvertreter mindestens sechs Menschen getötet.

### 15. Oktober
Nach Angaben des britischen Militärgeheimdienstes baut Russland eine alternative Eisenbahnverbindung nach Mariupol, um Transportzeiten für die Versorgung des Frontabschnitts in der Oblast Saporischschja zu verkürzen. Das Schienennetz in dem besetzten Teil der Ukraine sei weitgehend funktionsfähig, jedoch anfällig für sporadische Unterbrechungen durch ukrainische Artillerie, Raketen und Sabotage. Für eine Zerstörung des Schienenverkehrs seien andauernde Angriffe von Luft- oder Bodentruppen nötig.

### 17. Oktober
Nachdem die Ukraine befreundete Staaten seit Kriegsbeginn lange um Raketen mit größerer Reichweite bat, erhielten die ukrainischen Streitkräfte – nach Angaben des ukrainischen Präsidenten Wolodymyr Selenskyj und des Wall Street Journal – ATACMS-Raketen von den Vereinigten Staaten in der Version M39. Sie setzten diese nach Angaben der ukrainischen Armee bei Schlägen gegen Flugplätze in der Nähe der von Russland besetzten Städte Luhansk und Berdjansk ein. Dabei seien allein in Berdjansk neun Helikopter zerstört worden. Der Stützpunkt habe den Russen als wichtige Basis für ihre Einsätze entlang der südlichen Front gedient, teilte das britische Verteidigungsministerium einige Tage später mit. Falls bestätigt, würden sich diese Verluste höchstwahrscheinlich auf die Fähigkeit Russlands auswirken, diese Achse zu verteidigen und weitere Offensivaktivitäten durchzuführen. Satellitenbilder deuteten später darauf hin, dass Russland bei den Schlägen sogar 21 Militärhelikopter verloren hat.

### 18. Oktober
Bei russischen Raketenangriffen auf die Stadt Saporischschja sind ukrainischen Behördenangaben zufolge in der Nacht fünf Menschen getötet worden.

### 19. Oktober
Die ukrainische Armee hat erneut einen Vorstoß am russisch besetzten Ufer des Dnipro in der Südukraine unternommen; laut russischen Quellen sei er von Marineinfanterie in Kompaniestärke in der Nähe von Cherson durchgeführt worden. Das amerikanische Institute for the Study of War schrieb in einem Lagebericht, dass die ukrainischen Verteidiger am linken, östlichen Flussufer ein Dorf unter ihre Kontrolle gebracht hätten.

### 20. Oktober
Das ukrainische Militär äußerte, dass entlang der gesamten Front im Schnitt 60 Gefechte pro Tag geführt würden, die Gefechtsanzahl jedoch am 19. oder 20. Oktober auf 90 Kampfhandlungen angestiegen sei. Bei einem erneuten gescheiterten Versuch, Awdijiwka zu stürmen, haben russische Streitkräfte nach Angaben des ukrainischen Generalstabs innerhalb eines Tages 150 gepanzerte Fahrzeuge und 900 Soldaten verloren.

### 21. Oktober
Nach ukrainischen Angaben sind durch russischen Beschuss auf eine Postlagerhalle in der Oblast Charkiw mindestens sechs Zivilisten getötet worden.

### 23. Oktober
Der ukrainische Generalstab vermeldete eine weitere Intensivierung der russischen Angriffsbemühungen auf die Stadt Awdijiwka. Laut ukrainischem Militär stehen das Zentrum und die Versorgungsroute unter Dauerbeschuss. Dies erschwere Nachschub und Versorgung der ukrainischen Truppen in der Stadt. Bei der Schlacht um Awdijiwka handelt es sich um die größte russische Heeresoffensive seit Anfang 2023.
Die Bedingungen entlang der gesamten 1000 Kilometer langen Front bezeichnete General Oleksandr Syrskyj als schwierig und hob in dem Zusammenhang die andauernden Schlachten bei Bachmut und Kupjansk hervor. Zwar erleide Russland hohe Verluste, ziehe aber permanent Reserven nach. Die ukrainische Luftwaffe vermeldete die erfolgreiche Abwehr von Drohnenangriffen in der Oblast Odessa und im Osten der Ukraine.
Der britische Militärnachrichtendienst wies darauf hin, dass der russische Staatshaushaltsplan für das Jahr 2024 eine Erhöhung des Etats für Verteidigung bzw. Militär um 68 Prozent vorsieht. Der Dienst erklärt sich die Erhöhung vor allem mit gestiegenen Ausgaben für die Verwundetenversorgung und für die Hinterbliebenen von Gefallenen.
Nach Angaben des Recherchenetzwerks IStories begann das russische Verteidigungsministerium mit der Rekrutierung von Frauen für Kampfeinsätze in der Ukraine für die dem Ministerium unterstehenden Söldnerorganisation Redut.

### 26. Oktober
In der südukrainischen Oblast Cherson ist offiziellen Angaben zufolge ein 13 Jahre alter Teenager durch russischen Beschuss getötet worden.
Die US-Regierung warf Russland vor, im Krieg gegen die Ukraine eigene Soldaten im Fall der Befehlsverweigerung zu exekutieren. John Kirby: „Wir haben Informationen, dass das russische Militär tatsächlich Soldaten exekutiert, die sich weigern, Befehle zu befolgen“. Außerdem gehe man davon aus, dass russische Kommandeure damit drohten, ganze Einheiten zu exekutieren, sollten diese versuchen, sich vor ukrainischem Beschuss zurückzuziehen.
Der neue slowakische Ministerpräsident Robert Fico kündigte kurz nach seinem Amtsantritt an, keine Waffen mehr an die Ukraine zu liefern. Man habe mit dem Krieg nichts zu tun, sagte Fico, der mit einer ultrarechten Partei und einer Linkspartei koaliert. Ein Stopp der Waffenlieferungen sei „die beste Lösung, die wir für die Ukraine haben“. Zugleich sprach sich Fico gegen Sanktionen gegen Russland aus, solange man „keine Untersuchungen über ihre Auswirkungen auf die Slowakei“ habe.
Der britische Militärnachrichtendienst meldete, dass die Fernfliegerkräfte des russischen Militärs (LRA) seit über einem Monat keine Einsätze mehr gegen die Ukraine geflogen seien – was eine der längsten Pausen für die LRA in diesem Krieg sei –, weil die Lager der für die Luftangriffe der LRA benötigten Ch-101-Marschflugkörper leer gewesen seien.

### 27. Oktober
Der ukrainische Ex-Abgeordnete und prorussische Politiker Oleh Zarjow sei angeschossen worden und werde intensivmedizinisch behandelt, erklärte der von Russland eingesetzte Funktionär Wladimir Rogow in der südukrainischen Oblast Saporischschja. Insidern und US-Geheimdienstinformationen zufolge hatte Russland ihn nach der Invasion der Ukraine als Chef einer Marionettenregierung in Kiew auserkoren.
Laut Ukraines Präsident Wolodymyr Selenskyj hat es in der vergangenen Woche eine „bedeutende Zunahme“ russischer Verluste gegeben.

### 30. Oktober
Ministerpräsident Mark Rutte teilte auf der Plattform X mit, die Niederlande wollten innerhalb der nächsten zwei Wochen der Ukraine die zugesagten F-16-Kampfflugzeuge zur Verfügung stellen. Die Maschinen würden in zwei Wochen im Trainingszentrum in Rumänien sein.
Im Süden der Ukraine wurden nach ukrainischen Angaben mindestens zwei Menschen durch russischen Beschuss getötet und ein Dutzend weitere verletzt.

### 31. Oktober
Die russischen Streitkräfte griffen nach Angaben des ukrainischen Innenministers Ihor Klymenko am 31. Oktober mehr als 118 Orte in zehn ukrainischen Regionen an. Dies ist laut Klymenko „die größte Anzahl an Städten und Dörfern, die seit Beginn des Jahres angegriffen wurden“. Auch Wohnhäuser wurden Ziel der Angriffe. Dadurch sind mindestens vier Menschen getötet und 14 verletzt worden.
In Wolnowacha in dem von Russland kontrollierten Teil der Ostukraine wurden nach Angaben der Behörden zwei russische Soldaten festgenommen, die im Verdacht stehen, eine neunköpfige Familie getötet zu haben. In der Erklärung der russischen Ermittler heißt es, die Soldaten stammten aus einer Region im Osten Russlands, und der Grund für die Morde scheine eine Art persönlicher Konflikt zu sein. Ukrainischen Angaben zufolge soll der Tat ein Streit mit russischen Besatzungstruppen vorausgegangen sein. Die russischen Truppen hätten die Familie zuvor aufgefordert, ihr Haus zu räumen. Auf die Weigerung der Eigentümer hätten die Soldaten zunächst mit einer Drohung reagiert, wenige Tage später sei es dann zum Mord an „allen neun Familienmitgliedern“ gekommen.

### 1. November
Der militärische Befehlshaber der ukrainischen Streitkräfte, General Walerij Saluschnyj, schrieb in einem Gastbeitrag für The Economist, dass der Krieg in eine neue Phase, die des Stellungskriegs, übergehe und dass dieser Umstand den russischen Streitkräften Zeit verschaffe, die personellen und materiellen Verluste zu kompensieren. Saluschnyj berichtete u. a., in welchen Teilen der Kriegsführung die russischen Streitkräfte im Vorteil oder ebenbürtig seien (Luft- und Drohnenkrieg, elektronische Kriegsführung, Konterbatteriefeuer), was das ukrainische Militär an Ausrüstung und Diensten von den Verbündeten benötige, um die eigenen Defizite zu beheben (Flugzeuge, Stroboskope, moderne Attrappen, engere Zusammenarbeit bei der Elektronischen Aufklärung, Drohnenabwehrsysteme, bessere GPS-Steuerung mittels Antennen, Artillerieaufklärungstechnik, neuartige bzw. experimentelle Minenräumungstechnik), und was das ukrainische Militär zu tun gedenke, um die eigene Reserve für Mobilisierungen zu stärken.
Eine im Oktober 2023 durchgeführte repräsentative Umfrage des Lewada-Zentrums kam zu dem Ergebnis, dass 76 % der russischen Bevölkerung weiterhin den von russischer Seite offiziell als „militärische Spezialoperation“ bezeichneten Aggressionskrieg gegen die Ukraine unterstützt. In der Altersgruppe der 18- bis 24-jährigen Russen war die Unterstützung mit 62 % am niedrigsten, während sie bei den über 55-jährigen mit 82 % am höchsten lag. 38 % aller Befragten sprachen sich für die Fortsetzung des Militäreinsatzes aus, während 55 % eher für russisch-ukrainische Friedensverhandlungen waren. 62 % aller Befragten dachten, dass die „Spezialoperation“ erfolgreich verlaufe, während 28 % vom Gegenteil überzeugt waren. Für die Umfrage wurden 1607 Russen aus 137 Siedlungen städtischen Typs und 50 Gebieten der Russischen Föderation befragt.
Der südkoreanische Geheimdienst (NIS) vermeldete, dass Russland eine Million Artilleriegeschosse von Nordkorea erhalten habe. Da der Verbrauch an Artilleriegeschossen im Russisch-Ukrainischen Krieg enorm sei, reiche diese Munition bei Aufrechterhaltung der Intensität für zwei Monate.

### 2. November
In der südukrainischen Oblast Cherson wurden Behördenangaben zufolge zwei ältere Menschen durch russischen Beschuss getötet, als die russische Armee Dörfer mit Artillerie beschoss.
Trotz russischer Luftangriffe auf Hafenanlagen liefen seit September bereits wieder über 70 Handelsschiffe ukrainische Seehäfen am Schwarzen Meer an; Marinesprecher Dmytro Pletentschuk bezifferte dabei die Exportmenge auf fast 1,5 Millionen Tonnen Agrargüter pro Monat. Während des bis zum Sommer von Russland mitgetragenen Abkommens über die Ausfuhr ukrainischen Getreides waren es durchschnittlich 2,8 Millionen Tonnen.

### 3. November
An einem Frontort in der Oblast Saporischschja sollten gegen 10 Uhr morgens Angehörige der 128. ukrainischen Gebirgsjägerbrigade ausgezeichnet werden, als eine russische Iskander-Rakete einschlug und 19 von ihnen tötete. Ein Soldat kritisierte die Kommandeure, die Zeremonie abgehalten zu haben. Der ukrainische Verteidigungsminister Umjerow kündigte eine Untersuchung an.
Der britische Nachrichtendienst konstatierte, dass ein Grund für das Ausbleiben großer Gebietsgewinne die starke Luftabwehr beider Kriegsparteien sei, die verhindere, dass Luftstreitkräfte effektive Luftunterstützung für Angriffe lieferten. Der Nachrichtendienst hob auch hervor, dass die Frontlänge von 1200 Kilometern beide Kriegsparteien dazu nötige, alle verfügbaren Einheiten bzw. Truppen zur Sicherung der Front einzusetzen und ihnen keine Kräfte übrig blieben für einen Durchbruch durch feindliche Linien.
Bis November 2023 waren 8000 ukrainische Soldaten durch die Bundeswehr oder durch Streitkräfte befreundeter Staaten auf deutschem Boden ausgebildet worden.

### 4. November
Die neue, bereits aufschwimmende russische raketentragende Korvette Askold der Karakurt-Klasse wurde kurz vor oder nach ihrer Ablieferung an die Schwarzmeerflotte in der Zaliw-Werft nahe Kertsch durch Beschuss erheblich beschädigt.

### 6. November
Ukrainische Truppen haben bei dem vormals russisch besetzten Dorf Krynky den Dnipro mit gepanzerter Technik überwunden und operieren seither dort in Bataillonsstärke.

### 7. November
Nachdem das russische Außenministerium bekanntgegeben hatte, dass Russlands Austritt aus dem Vertrag über Konventionelle Streitkräfte in Europa (KSE-Vertrag) zum 7. November wirksam wurde, kündigte die NATO an, dass die NATO-Mitgliedsstaaten den KSE-Vertrag für unbestimmte Zeit aussetzen.
Die Organisation Reporter ohne Grenzen kündigte eine digitale Nachrichtenplattform namens Swoboda (übersetzt: Freiheit) für die russische Bevölkerung an, um dieser Nachrichten von unabhängigen russischen Exil- und internationalen Medien zugänglich zu machen. Ein Satellitennetzwerk von Eutelsat übernimmt die Ausstrahlung von Swoboda.
Russland beschoss nach Angaben der ukrainischen Armee ein ziviles Frachtschiff aus der Republik Liberia in einem der Schwarzmeerhäfen in der Oblast Odessa, als es gerade in einen der Häfen einlief. Bei dem Angriff sei der Lotse des Schiffes getötet, drei philippinische Crew-Mitglieder und ein ukrainischer Hafenmitarbeiter seien verletzt worden.
In der selbsternannten Volksrepublik Donezk wurde das Wladimir Zhoga UAV Zentrum, ein Ausbildungszentrum für russische Drohnenpiloten, von einem HIMARS-Schlag getroffen und stürzte teilweise ein.
Der russische Lokalpolitiker und frühere Separatistenführer Michail Filiponenko wurde in Luhansk bei einem Autobombenanschlag getötet.
Drei Zivilisten wurden nach Angaben des ukrainischen Präsidialbüros bei russischen Angriffen getötet.

### 9. November
In der Stadt Cherson wurden bei russischem Beschuss eines Wohngebiets ein Zivilist getötet und drei weitere verletzt, wie Innenminister Ihor Klymenko mitteilte. In der Oblast Donezk nahm die russische Armee nach ukrainischen Angaben elf Städte und Dörfer unter Beschuss. Zwei Menschen wurden in der Oblast Donezk in Torezk durch russischen Beschuss getötet. In der benachbarten Oblast Charkiw wurde nahe Isjum ein Mann von Artilleriefeuer getötet.

### 10. November
Das ukrainische Militär griff nach eigenen Angaben zwei Landungsboote auf der Krim mit Seedrohnen an und beschädigte sie; dazu veröffentlichte es Videoaufnahmen, die den Angriff an der Westküste zeigen sollen. Außerdem soll in einer Siedlung in der Nähe eine Unterkunft russischer Soldaten von einer ukrainischen Rakete getroffen worden sein. Ukrainischen Angaben zufolge sollen die beiden getroffenen Landungsboote der Serna-Klasse unter anderem Panzerfahrzeuge geladen haben.
Die Zeitung Ukrajinska prawda schrieb am Nachmittag unter Berufung auf Quellen beim ukrainischen Geheimdienst, dass die Boote nicht mehr zu reparieren seien.
Die EU verurteilte den russischen Angriff auf ein Frachtschiff im Schwarzen Meer. Ein Sprecher des EU-Außenbeauftragten Josep Borrell bezeichnete ihn als „weitere Eskalation“ und Beweis dafür, dass Russland auch den zivilen Seeverkehr terrorisiere. „Indem Russland Häfen und Exportanlagen ins Visier nimmt, verschärft es absichtlich die globale Ernährungskrise“, sagte er.

### 11. November
In Cherson beschoss die russische Artillerie Wohngebäude, nach lokalen Behörden gab es einen Toten und zwei Verletzte. Im Osten der Ukraine starben durch russischen Beschuss zwei Menschen. Nach fast zwei Monaten relativer Ruhe war auch Kiew ukrainischen Angaben zufolge wieder von einem russischen Raketenangriff betroffen. Regionen an der Frontlinie mussten eine Welle von Drohnenangriffen abwehren.
Durch eine von der „Widerstandsbewegung“ in der von Russland besetzten Südukraine ausgelöste Explosion wurden nach Angaben des ukrainischen Militärgeheimdienstes HUR mindestens drei russische Offiziere getötet. Die Explosion habe sich im „Hauptquartier der Besatzung“ in Melitopol ereignet und sei das Ergebnis einer Aktion der „örtlichen Widerstandsbewegung“. Der Angriff auf das Hauptquartier sei während eines Treffens des russischen Geheimdienstes FSB und der russischen Nationalgarde verübt worden, teilte das ukrainische Verteidigungsministerium mit.

### 13. November
Durch russischen Beschuss wurden in Cherson nach ukrainischen Angaben drei Menschen getötet und mindestens zwölf verletzt. Zwei Menschen seien bei Treffern im Zentrum der Stadt ums Leben gekommen, teilte Gouverneur Oleksandr Prokudin mit. „Acht Fahrzeuge, darunter ein Krankenwagen, ein Verwaltungsgebäude, ein Krankenhaus und mindestens 15 Wohnhäuser wurden zerstört oder beschädigt.“
In Rumänien begann die Ausbildung von ukrainischen Piloten an westlichen Kampfjets des Typs F-16. Die Niederlande stellten für das Programm, an dem auch rumänische Piloten teilnehmen, zwölf bis 18 Kampfjets zur Verfügung.

### 14. November
Nach Angaben eines Kommandeurs der russischen Strafeinheit Sturm-Z sorgt mittels ATACMS verschossene Streumunition für hohe Verluste bei der eigenen Infanterie. Die Evakuierungslogistik und militärmedizinische Infrastruktur sei überlastet und die Infanterie erschöpft. Daher gebe es auch keine bedeutenden Durchbrüche an der Front. Auch würden verwundete Soldaten ohne adäquate medizinische Behandlung zum nächsten Angriff befohlen. Der Preis für kleine Geländegewinne zugunsten Russlands sei „sehr hoch und traurig“.

### 15. November
Erstmals gab auch die russische Besatzungsbehörde der Oblast Cherson an, dass es den ukrainischen Streitkräften gelungen sei, mit eineinhalb Kompanien über den Dnepr in russisch kontrolliertes Gebiet zu gelangen und sich beim Dorf Krynky festzusetzen (s. a. 19. Oktober und 6. November).

### 16. November
Die Ukraine vermeldete neue Höchstwerte an Verlusten der russischen Streitkräfte innerhalb eines Tages. Gleichzeitig berichtete der britische Militärnachrichtendienst, dass Russland in der Schlacht um Awdijiwka nahe dem unter ukrainischer Kontrolle befindlichen Industriegebiet (dem Kokerei- und Chemiewerk) Geländegewinne verzeichne.

### 17. November
Nach den überraschenden Vorstößen ukrainischer Truppen über den Dnipro bei Cherson dauerten die schweren Kämpfe im Süden der Ukraine an. Wie der ukrainische Generalstab mitteilte, sei eine der Hauptaufgaben der übergesetzten Kräfte, die russischen Truppen so weit wie möglich vom Ufer zurückzudrängen, um die ständigen Angriffe auf die Zivilbevölkerung über den Fluss hinweg zu unterbinden. Außerdem sollen „Ablenkungsmanöver, Überfälle und Aufklärungsaktionen“ durchgeführt werden, unter anderem das Auskundschaften von Nachschubwegen und Artilleriestellungen der Angreifer.

### 18. November
Nach Angaben der ukrainischen Luftwaffe wurde das Land durch 38 Shahed-Kamikazedrohnen attackiert, in den Oblasten Odessa, Saporischschja, Mykolajiw, Cherson, Kiew und Chmelnytzkyj. Es sei der schwerste Luftangriff seit dem 30. September 2023 gewesen. Man habe 29 Drohnen rechtzeitig zerstören können. Durch die nicht zerstörten Drohnen seien Infrastrukturschäden entstanden.
Der britische Militärnachrichtendienst wies drei Orte in der Ukraine als in der zweiten Novemberwoche besonders umkämpft aus; das Ostufer des Dnipro in der Oblast Cherson, die Stadt Awdijiwka (Oblast Donezk) und das in der Oblast Charkiw liegende Rajon Kupjansk.

### 19. November
Der ukrainischen Armee gelang es nach eigenen Angaben, die russischen Streitkräfte am Ostufer des Flusses Dnipro in der Südukraine zurückzudrängen. Die Schätzungen schwankten „zwischen drei und acht Kilometern“, je nach Beschaffenheit des Geländes.
Bei einem HIMARS-Raketenangriff auf ein von russischen Soldaten besuchtes Konzert anlässlich einer militärischen Feier zu Ehren der 810. Marinebrigade im Dorf Kumatschowe im besetzten Gebiet Donezk kamen mindestens 25 Soldaten ums Leben, mehr als hundert weitere wurden verletzt. Der ukrainische Militärbefehlshaber Robert Brovdi bezeichnete den Angriff als „Rache für 128“, den russischen Angriff am 3. November auf die 128. Gebirgsjägerbrigade, ebenfalls anlässlich einer Ehrung. Russische Militärblogger kritisierten die Armeeführung dafür, dass eine große Menschenansammlung innerhalb der HIMARS-Reichweite zugelassen worden sei.
Finnland schloss vier seiner neun Grenzübergänge zu Russland, nachdem vermehrt Asylsuchende aus dem Nahen Osten und Afrika über Russland nach Finnland einwandern wollten. Finnlands Regierung warf der russischen Regierung deswegen eine „hybride Kriegsführung“ vor. Eine solch geartete Migrationskrise hatte bereits Belarus zwei Jahre zuvor an der Grenze zu Polen provoziert.

### 20. November
Das britische Verteidigungsministerium meldete im täglichen Geheimdienstbericht, in Russland wachse die Kritik an langen Einsätzen in der Ukraine: Am 7. November waren wohl erstmals seit Invasionsbeginn Frauen russischer Soldaten in Moskau aus Protest auf die Straße gegangen und forderten die Rotation ihrer Männer vom Fronteinsatz. Zwar sei die Demonstration nach wenigen Minuten von der Polizei beendet worden, doch sei die Forderung an sich bemerkenswert.

### 21. November
Der russische Sonderbotschafter Rodion Miroschnik sagte in Moskau, das „derzeitige Regime“ in der Ukraine sei „absolut toxisch“, man sehe „im Moment keine Optionen für eine Koexistenz mit ihm“.
Bei nächtlichen russischen Raketenangriffen und Beschuss auf die östlichen Gebiete Donezk und Charkiw wurden nach Angaben ukrainischer Behörden zwei Menschen getötet und sechs verletzt. Raketen hätten ein Krankenhaus in der Stadt Selydowe in Donezk und ein Kohlebergwerk getroffen, sagte Innenminister Ihor Klymenko im Nachrichtendienst Telegram.

### 22. November
Wladimir Putin nahm zum ersten Mal nach zwei Jahren wieder (in virtueller Form) an einem G20-Gipfel teil. Er warf der Ukraine unter anderem vor, sich Verhandlungen über einen Waffenstillstand zu verweigern. Einen Rückzug der russischen Truppen, wie von ukrainischer Seite als Vorbedingung gefordert, lehnte er kategorisch ab.
Wegen Brandanschlägen auf zwei Rekrutierungsbüros der Armee wurde ein 17-jähriger Jugendlicher in Sankt Petersburg zu sechs Jahren Haft verurteilt, das Gericht befand ihn des „Terrorismus“ schuldig. Der Jugendliche hatte gestanden, aus Protest gegen die russische Offensive in der Ukraine Molotow-Cocktails auf Rekrutierungsbüros in Sankt Petersburg und in seiner Heimatstadt Kirowsk geworfen zu haben. Die Brandsätze hatten allerdings nicht gezündet, es entstand kein nennenswerter Schaden. Seit Beginn des Krieges im Februar 2022 waren dutzende Rekrutierungsbüros in Russland Ziel von Brandanschlägen.
Der finnische Ministerpräsident Petteri Orpo sagte in Helsinki, nur noch der Grenzübergang Raja-Jooseppi im Nordosten des Landes bleibe geöffnet, die drei übrigen der zuletzt noch offenen Grenzübergänge würden den Angaben zufolge vom Folgetag an zunächst bis zum 23. Dezember 2023 geschlossen. Die finnische Regierung warf Russland vor, Migranten ohne Papiere über die Grenze zu schleusen, um das seit April zur NATO gehörende Finnland zu destabilisieren. In den vergangenen Monaten hatten die finnischen Behörden einen Anstieg der Zahl von Migranten aus dem Nahen Osten und Afrika registriert, vor allem aus dem Irak, dem Jemen und aus Somalia.
Das Welternährungsprogramm der Vereinten Nationen (WFP) warnte, dass bei anhaltenden russischen Angriffen die ukrainische Weizenproduktion in den kommenden Jahren nicht in der Lage sein könnte, die Binnen- und Exportnachfrage zu decken.

### 23. November
Bei russischem Beschuss in der Ukraine wurden nach ukrainischen Regierungsangaben mindestens sechs Menschen getötet, vier davon in der Oblast Cherson.
Im umkämpften Gebiet Saporischschja im Süden kam nach russischen Angaben ein Militärkorrespondent des russischen Staatsfernsehens ums Leben: Maksudow erlag Splitterverletzungen vom Vortag durch eine ukrainische Drohnenattacke.

### 26. November
Das britische Verteidigungsministerium teilte unter Berufung auf Geheimdienstinformationen mit, der Krieg führe zu Lücken bei wichtigen russischen Waffensystemen: Außergewöhnliche Lufttransportbewegungen im November „weisen darauf hin, dass Russland wahrscheinlich strategische Luftverteidigungssysteme von seiner Ostseeküsten-Enklave Kaliningrad verlegt hat, um die jüngsten Verluste […] auszugleichen.“ Die Ukraine habe zuletzt mehrere feindliche Flugabwehrsysteme S-400 Triumf zerstört.
Nach ukrainischen Medienberichten zerstörten russische Besatzer Denkmäler für die Opfer des Holodomor.
Ukraines Präsident Selenskyj wies auf die besonders schwierige Lage der Soldaten beim Wintereinbruch hin: Ein schwerer Schneesturm hatte am Sonntag an der gesamten Schwarzmeerküste für erhebliche Probleme gesorgt.

### 27. November
Das ukrainische Militär gab an, dass im November bei den russischen Angreifern täglich im Durchschnitt 931 Soldaten dem Krieg zum Opfer gefallen seien. Der britische Militärnachrichtendienst hielt die Zahlen unter der Voraussetzung, dass darunter auch Verwundete aufgeführt sind, für plausibel, und verwies auf die Schlacht um Awdijiwka mit hohen Opferzahlen seit Mitte Oktober und auf den März 2023, wo bei der Schlacht um Bachmut die täglichen russischen Verluste nach Angaben des ukrainischen Generalstabs bei 776 Soldaten lagen.
Finnland gab bekannt, auch den letzten Übergang seiner Grenze zu Russland geschlossen zu haben und alle Übergänge für mindestens zwei Wochen geschlossen zu halten, nachdem Migranten aus dem Nahen Osten und Afrika auch den nördlichsten Grenzübergang zu Finnland mithilfe russischer Grenzbehörden aufgesucht hätten.

### 28. November
Die Ukraine verdächtigte Russland, die Frau des ukrainischen Militärgeheimdienstchefs Kyrylo Budanow vergiftet zu haben. „Das ist die Haupthypothese“, sagte ein Sprecher des Militärgeheimdienstes HUR. Es handele sich um eine absichtliche Vergiftung durch Schwermetalle, „insbesondere Quecksilber und Arsen“.

### 29. November
In Russland wurde ein Mann zu zehn Tagen Haft verurteilt, weil er in Moskau „Nein zum Krieg“ in den Schnee geschrieben hatte.

### 30. November
Laut unbestätigten ukrainischen Medienberichten verübte der ukrainische Geheimdienst SBU zwei Anschläge auf russische Güterzüge in Sibirien. Ziel sei es gewesen, mit Treibstoff beladene Züge auf der Baikal-Amur-Magistrale zu sprengen. Die erste Explosion ereignete sich am frühen Donnerstag im Seweromuisker Tunnel in der russischen Republik Burjatien – mit mehr als 15 Kilometern die längste Unterführung in Russland – und verursachte einen Brand, der erst nach Stunden gelöscht werden konnte, wie russische Nachrichtenagenturen berichteten. Die zweite Explosion geschah Stunden später, als ein anderer mit Treibstoff beladener Zug eine 35 Meter hohe, über eine Schlucht führende Brücke der Ausweichstrecke überquerte, berichteten ukrainische Medien.
Bei russischen Raketenangriffen in den Oblasten Cherson und Donezk wurden fünf Menschen getötet.

### 1. Dezember
Die ukrainische Luftwaffe meldete russische Luftangriffe mit 25 Shahed-Drohnen und zwei Raketen. Davon seien 18 Drohnen und eine Rakete abgefangen worden. Nach ukrainischen Angaben wurden seit Beginn der Invasion über 170.000 Gebäude beschädigt oder zerstört. Unter den zerstörten Gebäuden seien mehr als 20.000 Wohnhäuser, 3500 Bildungseinrichtungen und 420 Gebäude von Unternehmen. Zudem seien Flughäfen und Flugplätze, 344 Brücken und Übergänge sowie 25.000 Straßen betroffen.
Russlands Staatspräsident Wladimir Putin ordnete eine Vergrößerung der russischen Streitkräfte um 170.000 Vertragssoldaten und Wehrdienstleistende auf rund 1,32 Millionen Soldaten an. Der britische Militärnachrichtendienst berichtete zudem, dass das Land an einem mit Sprengstoff beladenen unbemannten Wasserfahrzeug (Kamikaze-Drohnenschiff) baue, das 2024 in Serienproduktion gehen könnte. Nach Angaben eines ukrainischen Majors habe die Bedeutung des Drohnenkriegs in den letzten Monaten erheblich zugenommen; es sei nun „ein völlig neuer Krieg“.
Der Chef von Rheinmetall, Armin Papperger, erklärte in der deutschen Zeitschrift Wirtschaftswoche, der Konzern wolle bereits 2024 in der Ukraine die ersten Panzer bauen. Er erwarte spätestens zum Jahresanfang einen Vertragsabschluss mit der Ukraine zum Bau des radgetriebenen Transportpanzers Fuchs und des Schützenpanzers Lynx. Eine Fertigung des „Fuchs“ sei damit ab Spätsommer 2024 möglich, und der Puma-Konkurrent „Lynx“ könne im Sommer 2025 folgen. Neu gebaute Panzer wollte Papperger aber schon deutlich früher ausliefern.

### 2. Dezember
Der britische Militärnachrichtendienst berichtete unter Berufung auf unabhängige russischsprachige Medien, dass der russische Staat Ehefrauen und Müttern von kämpfenden Soldaten mitunter Schweigegeld dafür bezahle, dass diese nicht gegen den Krieg protestierten.
Die Ukrajinska Prawda berichtete über ein Video, in dem russische Soldaten zwei sich ergebende ukrainische Soldaten erschossen hätten, als diese aus ihrem Unterstand bei Stepowe nahe dem umkämpften Awdijiwka herausgetreten seien.

### 3. Dezember
Bei russischen Artillerieangriffen auf Cherson wurden nach offizieller Darstellung mindestens zwei Menschen getötet und sieben weitere schwer verletzt.

### 4. Dezember
Shalanda Young, Direktorin des US-amerikanischen Haushaltsamtes, gab bekannt, dass bis zum Jahresende die für die Ukrainehilfen genehmigten Haushaltsmittel aufgebraucht seien. Das für wirtschaftliche Hilfe vorgesehene Geld sei vollständig abgerufen worden. Andere Staaten könnten auch gemeinsam die Hilfen der USA nicht ausgleichen. Young warnte vor einem Zusammenbruch der ukrainischen Wirtschaft, sollte der US-Kongress nicht bald neue Hilfen genehmigen: Dann „werden sie nicht mehr in der Lage sein, weiterzukämpfen.“
An einem militärischen Kontrollpunkt in Simferopol auf der Krim haben nach Angaben eines russischen Telegramkanals und einer ukrainischen Partisanengruppe zwei weibliche Angehörige der Gruppe russischen Soldaten „als Dank für deren Schutz“ mit Arsen und Strychnin vergifteten Wodka und Lebensmittel überreicht. 24 Soldaten sollen gestorben, 11 weitere im Krankenhaus sein.

### 5. Dezember
Bei einem Angriff russischer Streitkräfte auf Cherson wurden nach ukrainischen Angaben mindestens zwei Menschen getötet und einer verwundet.
Die Ukraine griff mit mehreren Dutzend Kampfdrohnen Ziele auf der Krim an; während das russische Militär in Moskau offiziell mitteilte, die Angriffswelle sei abgewehrt worden, berichteten ukrainische Medien unter Berufung auf Geheimdienstquellen, dass eine Reihe militärisch wichtiger Objekte auf der Krim getroffen worden seien. Dazu zähle ein Öllager in der Hafenstadt Feodossija, von dem aus russische Truppen versorgt würden, zudem bei Strilkowe im Norden der Halbinsel ein Stellplatz für russische Hubschrauber, ein Radar sowie ein Raketenleitsystem. Im Osten der Krim bei Kertsch sei auch ein weiteres Radar der russischen Flugabwehr zerstört worden. Bewohner der Krim berichteten Medien zufolge von Explosionsgeräuschen; zwischenzeitlich wurde in der Nacht die Brücke von Kertsch gesperrt.
Ein russischer Kampfbomber vom Typ Suchoi Su-24 wurde nach ukrainischen Angaben beim Anflug auf Odessa über dem Schwarzen Meer nahe der Schlangeninsel abgeschossen.

### 6. Dezember
Die beiden zur russischen Seite übergelaufenen ukrainischen Politiker Illja Kywa und Oleg Popow wurden getötet. Der 51-jährige Popow starb nach einem Autobombenattentat in der Region Luhansk, der 46-jährige Kywa wurde bei Moskau erschossen. Der ukrainische Militärgeheimdienst bestätigte die Tötung des ehemaligen Abgeordneten Illja Kywa. Stunden vor seinem Tod hatte Kywa bei Telegram geschrieben, der ukrainische Präsident Wolodymyr Selenskyj sollte sich „besser umbringen“.
Die USA haben Ermittler des FBI nach Zypern entsandt, um die zyprischen Behörden bei Ermittlungen zu unterstützen, wie russische Oligarchen über Zypern Sanktionen gegen Russland umgehen.
Im Jahr 2023 wuchs in Russland eine kleine Bewegung weiblicher Angehöriger von im Jahr 2022 Mobilisierten, die die Heimkehr der Mobilisierten sowie einen Austausch der in die Ukraine entsandten Mobilisierten mit Vertragssoldaten fordert. Ende November 2023 veröffentlichte die Bewegung eine entsprechende Petition.

### 7. Dezember
Bei einem russischen Drohnenangriff nahe der rumänischen Grenze wurde in der Südukraine ein Lastwagenfahrer getötet. Die Attacke habe den Donauhäfen im Kreis Ismajil gegolten, teilte der Gouverneur der Oblast Odessa mit.

### 9. Dezember
Die Ukraine verurteilte Pläne, die russischen Präsidentschaftswahlen 2024 auch in besetzten ukrainischen Gebieten abzuhalten.

### 10. Dezember
Ukraines Präsident Wolodymyr Selenskyj besprach in Argentinien mit den Staatschefs von Argentinien (Javier Milei), Ecuador (Daniel Noboa), Uruguay (Lacalle Pou) und Paraguay (Santiago Peña) Möglichkeiten für eine Beendigung des Krieges.
Die ukrainische Militärführung gab bekannt, dass sie mit Schweden über den Erhalt von Kampfflugzeugen des Typs Saab 39 Gripen verhandele. Ein Luftwaffensprecher erklärte, dass Schweden diese bisher verwendeten durch neue, technisch aufgewertete und verbesserte Modelle ersetzen wolle.
Bei russischem Beschuss wurden zwei ältere Frauen in der Oblast Charkiw getötet, wie deren Gouverneur mitteilte.

### 11. Dezember
Die estnische Ministerpräsidentin Kaja Kallas warnte, die „neueste Falle der russischen Desinformation“ bestehe darin, „uns glauben zu lassen, dass die Unterstützung der Ukraine eine aussichtslose Sache ist".“

### 12. Dezember
Der ukrainische Staatspräsident Wolodymyr Selenskyj traf sich vor dem Hintergrund der von der Republikanischen Partei im US-Kongress blockierten Verlängerung der US-amerikanischen Waffenhilfe an die Ukraine in einem zweitägigen Aufenthalt in den USA mit Vertretern des US-Senats und dem US-Präsidenten. Die Republikaner machten ihre Einwilligung für weitere Militärhilfen an die Ukraine von einer Zusage der Demokraten abhängig, die Einwanderungspolitik zu verschärfen. Selenskyjs Versuch, die Blockade persönlich zu lösen, blieb ohne Erfolg. Der russische Botschafter in Washington Anatoli Antonow äußerte, Selenskyjs Reise sei ohne Erfolg verlaufen. Es sei ihm nicht gelungen, Washington davon zu überzeugen, dass die Ukraine wichtiger sei als die Sicherheit der USA.
Ein umfassender Hackerangriff auf den größten ukrainischen Mobilfunkprovider Kyivstar führte zum landesweiten Zusammenbruch seines Mobilfunknetzes, das erst im Laufe des Tages in größeren Städten schrittweise wiederhergestellt werden konnte. Zu der massiven Cyberattacke bekannte sich eine Hackergruppe, die nach Einschätzung der Ukraine in Verbindung mit dem russischen Militärgeheimdienst GRU steht. 24 Millionen Kunden seien von den Hackerangriffen betroffen gewesen. In Kiew fielen zeitweise Raketenalarmsysteme aus, in Saporischschja funktionierten Zahlungsterminals einiger Banken in Apotheken und Supermärkten nicht. In Tschernihiw fiel die Straßenbeleuchtung teilweise aus.
Dem Institute for the Study of War zufolge verloren die russischen Streitkräfte zuletzt ähnlich viele Einheiten, wie sie neu rekrutieren können.

### 13. Dezember
Bei russischen Luftangriffen auf Kiew und auf die Oblast Odessa wurden nach ukrainischen Angaben mindestens 53 Menschen verletzt.
Der ukrainische Mobilfunkanbieter Kyivstar meldete, sein zuvor durch einen Hackerangriff ausgefallenes Funknetz wieder aktiviert zu haben.

### 14. Dezember
Erstmals seit Beginn des Krieges hielt der russische Staatspräsident Wladimir Putin eine Jahrespressekonferenz. Darin bekräftigte er, dass das Ziel des russischen Militäreinsatzes in der Ukraine die „Entnazifizierung und Entmilitarisierung“ der Ukraine sei. Er machte dies in Kombination mit dem Verzicht der Ukraine auf eine NATO-Mitgliedschaft zur Bedingung für einen Frieden. Beobachter sahen dies als Angebot an den Westen mit der Aufforderung an die Ukraine, im Krieg zu kapitulieren.
Nach ukrainischen Frontmeldungen missbrauchte die russische Infanterie bei ihren Angriffen auf Awdijiwka drei ukrainische Kriegsgefangene als Schutzschilde.

### 15. Dezember
Es wurde bekannt, dass die ersten im Kampf gegen Russland beschädigten Leopard 2-Panzer der Ukraine in Litauen repariert worden sind. Die Kampfpanzer sollen schon bald wieder auf das Schlachtfeld zurückkehren.

### 17. Dezember
Die Legion Freiheit Russlands überschritt erneut die Grenze zur russischen Oblast Belgorod. Mehrere Ortschaften wurden angegriffen.

### 18. Dezember
Der Rat der Europäischen Union verabschiedete das 12. Sanktionspaket der EU gegen Russland.

### 19. Dezember
Das UN-Menschenrechtsbüro dokumentierte in einem neuen Bericht zahlreiche Todesfälle von Zivilisten in russischem Gewahrsam. Bei mindestens 39 habe es Anzeichen für Folter gegeben, berichtete der UN-Hochkommissar für Menschenrechte Volker Türk. „Folter und andere grausame Behandlung sind in den von Russland besetzten Gebieten in Haftanstalten weit verbreitet“, sagte er; viele der Fälle beinhalteten auch sexuelle Gewalt.

### 20. Dezember
Ukrainische Soldaten warfen Russland einem Bericht zufolge vor, bei Angriffen in der Südukraine Gas einzusetzen. In den vergangenen Wochen habe es Fälle bei Orichiw in der Oblast Saporischschja gegeben, bei denen ein ätzendes und entflammbares Gas von Drohnen auf die ukrainischen Linien abgeworfen worden sei, berichtete CNN unter Berufung auf Soldaten einer ukrainischen Fronteinheit. Demnach setzte die russische Armee das Gas offenbar ein, um Panik unter den ukrainischen Soldaten auszulösen.

### 21. Dezember
Bei neuen russischen Angriffen in der Ukraine wurden im Süden des Staates nach Angaben der Behörden zwei Frauen getötet. Bei einem russischen Angriff bei Torezk im Osten der Ukraine wurden ukrainischen Angaben zufolge drei Menschen getötet. Fünf weitere seien verletzt worden, erklärte Innenminister Ihor Klymenko.
Die ukrainische Luftwaffe teilte mit, dass die russischen Streitkräfte seit dem Überfall auf die Ukraine im Februar 2022 insgesamt 7400 Raketen und 3700 Shahed-Drohnen von russischem Staatsgebiet aus gegen die Ukraine eingesetzt hätten. Davon habe die ukrainische Luftabwehr 1600 Raketen und 2900 Drohnen abschießen können. Außerdem teilte sie mit, bei der Abwehr russischer Luftangriffe in der Nacht auf den 21. Dezember 34 von 35 feindlichen Drohnen abgeschossen zu haben.

### 22. Dezember
Russland startete einen massiven Drohnenangriff auf Kiew, bei dem mehrere Wohnviertel getroffen wurden. Ein Wohnblock im Rajon Solomjanka wurde getroffen, wobei mindestens zwei Menschen verletzt wurden. Auch im Rajon Holossijiw wurden schwere Schäden gemeldet. Die ukrainische Luftwaffe gab bekannt, dass drei russische Suchoi Su-34 abgeschossen worden seien. Die Flugzeuge sollen unter Beteiligung des US-amerikanischen Luftabwehrsystems Patriot abgefangen worden sein. Russische Militärbeobachter bestätigten den Abschuss von mindestens einer Su-34.

### 24. Dezember
Bei russischen Angriffen wurde laut dem Präsidentenbüro eine Zivilperson getötet, mindestens vier sollen verletzt worden sein.
Die Ukraine meldete den Abschuss zweier russischer Kampfflugzeuge vom Typ Suchoi Su-34 bzw. Su-30SM im Gebiet Donezk und über dem Schwarzen Meer.

### 25. Dezember
Bei russischen Angriffen in der südukrainischen Oblast Cherson starben nach ukrainischen Angaben fünf Zivilisten. Auch die Gas- und Wasserversorgung sei durch die Angriffe, die auch eine medizinische Einrichtung trafen, teilweise unterbrochen, erklärt der Leiter der Pressestelle der regionalen Militärverwaltung von Cherson. Laut einem russischen Beamten wurde bei ukrainischem Beschuss der Stadt Horliwka in den von Russland kontrollierten Gebieten der ukrainischen Oblast Donezk eine Frau getötet, sechs Zivilisten seien verletzt, ein Einkaufszentrum und mehrere Gebäude zerstört worden.

### 26. Dezember
Nach Meldungen ukrainischer und russischer Stellen wurde bei einem Angriff mit Lenkflugkörpern auf den Hafen von Feodossija der Halbinsel Krim das amphibische Landungsschiff Nowotscherkassk getroffen. Videoaufnahmen zeigten eine große Explosion; das genaue Ausmaß des Schadens war zunächst unklar. Ein Sprecher des ukrainischen Militärs sprach von einem erfolgreichen Einsatz der Luftstreitkräfte. Bilder in sozialen Netzwerken belegten eine vollständige Zerstörung des Landungsschiffs, von dem nur noch einige Aufbauten aus dem Wasser ragten.
Russische Quellen gaben bekannt, die russische Armee habe die Stadt Marjinka erobert. Der ukrainische Oberbefehlshaber Walerij Saluschnyj sagte, die ukrainischen Streitkräfte hätten sich in die Außenbezirke Marjinkas zurückgezogen.

### 27. Dezember
Nach Angaben des Gouverneurs von Cherson, Oleksandr Prokudin, wurden bei russischen Drohnen- und Artillerieangriffen mindestens sechs Menschen getötet. Rund 70 % der Haushalte in Cherson waren in der Folge ohne Strom.

### 29. Dezember
In den frühen Morgenstunden startete Russland die massivste Welle von Drohnen- und Raketenangriffen seit Beginn des Überfalls und griff hierbei Kiew, Odessa, Dnipro, Charkiw und Lwiw an. Dabei wurden nach ukrainischen Angaben mindestens 38 Menschen getötet und 144 verletzt. Laut dem Oberkommandierenden der ukrainischen Streitkräfte, Walerij Saluschnyj, wurden 122 Raketen und 36 Drohnen gezählt. In einer Eilsitzung des UN-Sicherheitsrats verurteilten die meisten Mitglieder die Luftangriffe. Russland schob die Verantwortung für die Toten auf die Ukraine: Nach Argumentation des russischen UN-Botschafters, Wassili Nebensja, sollen in Wohngebieten aufgestellte ukrainische Luftverteidigungssysteme Grund für den Beschuss der Zivilbevölkerung gewesen sein. Laut dem deutschen Sicherheitsexperten Nico Lange gingen dem Angriff Planungen von ein bis zwei Wochen voraus; Russland verfüge noch über Munitionsvorräte für weitere zwei bis drei ähnliche Attacken.
Nach Angaben des polnischen Generalstabs drang eine russische Rakete in den polnischen Luftraum ein; Trümmer wurden bei einer Suchaktion im Anschluss nicht gefunden.

### 30. Dezember
Nach russischen Behördenangaben wurden durch ukrainischen Beschuss von Belgorod in der gleichnamigen russischen Oblast mindestens 18 Menschen getötet und über 100 verletzt. Russland verlangte deswegen ebenfalls eine Sondersitzung des UN-Sicherheitsrats, beklagte u. a. Beschuss durch tschechische Raketenwerfer sowie Schäden durch herabfallende Trümmer abgewehrter Geschosse.

### 31. Dezember
Die russischen Streitkräfte bombardierten die Großstadt Charkiw. Laut ukrainischen Behörden wurden 26 Menschen verletzt und zahlreiche Wohnhäuser im Zentrum zerstört. Die ukrainische Luftwaffe teilte mit, 21 der 49 angreifenden Drohnen abgeschossen zu haben.

## Verlauf (Januar bis Februar 2024)

### 2. Januar
Bei einem russischen Raketenangriff auf Charkiw wurden vier Zivilisten getötet und fast 100 weitere verletzt. In Kiew wurden mindestens 27 Zivilisten verletzt, ein brennender Wohnblock mit über 100 Menschen evakuiert. Die ukrainische Luftwaffe erklärte, 87 von 90 Schahed-Kampfdrohnen abgewehrt zu haben.
Unter Berufung auf den Vertrag von Montreux verweigerte die Türkei zwei Minenräumschiffen der Sandown-Klasse die Fahrt durch den Bosporus, die der Ukraine von der britischen Marine geschenkt worden waren.

### 3. Januar
Beim ersten offiziellen Gefangenenaustausch seit mehreren Monaten wurden auf beiden Seiten über 200 Kriegsgefangene freigelassen. Bis dahin waren mehr als 2.800 Menschen aus der Kriegsgefangenschaft freigelassen worden. Nach ukrainischen Angaben befinden sich noch mehr als 4000 ukrainische Soldaten in Kriegsgefangenschaft.
Der britische Militärnachrichtendienst vermutete, dass die russischen Luftangriffe seit dem 29. Dezember vor allem auf die Zerstörung ukrainischer Rüstungsfabriken abzielten – und nicht der Energieinfrastruktur wie vorigen Winter.
Fachleute der Internationalen Atomenergie-Organisation (IAEA) erhielten nach eigenen Angaben erstmals keinen Zugang zu einer Reaktorhalle eines Blocks des russisch besetzten Atomkraftwerks Saporischschja, der sich in der Kaltabschaltung befand.
Der ehemalige Chef eines Foltergefängnisses der ostukrainischen Separatisten in Donezk wurde aufgrund der Misshandlung von Gefangenen und der Mitgliedschaft zur sogenannten Volksrepublik Donezk, die in der Ukraine als terroristische Vereinigung gilt, von einem ukrainischen Gericht zu 15 Jahren Gefängnis verurteilt. Er war 2021 in Kiew vom Geheimdienst SBU festgenommen worden.

### 4. Januar
Bei einem russischen Raketenangriff auf die Zentralukraine wurde ein Mensch getötet und acht wurden verletzt, wie der Gouverneur mitteilte. Dabei seien Gebäude von Energieunternehmen beschädigt worden, und es sei zu Unterbrechungen der Strom- und Wasserversorgung gekommen.
Nach Erkenntnissen der USA setzte Russland bei seinen jüngsten Angriffen auch Raketen aus Nordkorea ein. Unter Berufung auf US-Regierungskreise berichtete das Wall Street Journal zudem, dass Russland vorhabe, Kurzstreckenraketen von Iran zu kaufen, um die Infrastruktur der Ukraine noch stärker zu attackieren.
Der russische Staatspräsident Wladimir Putin unterzeichnete ein Dekret, das die schnelle Einbürgerung von Ausländern ermöglichen soll, wenn sie sich den Streitkräften oder russischen Söldnerunternehmen wie Redut angeschlossen haben, um gegen die Ukraine zu kämpfen.
Der ukrainische General Serhij Najew warnte vor Munitionsmangel seiner Streitkräfte, sollten Lieferungen der USA mittelfristig ausbleiben.

### 5. Januar
Nach Angaben des ukrainischen Innenministeriums gelten 11.000 Zivilisten und 15.000 Angehörige der ukrainischen Streitkräfte als vermisst.
Das ukrainische Militär zerstörte nach eigenen Angaben einen russischen Kommandoposten am Flughafen von Saky auf der Krim.
Laut Umfragen des Lewada-Zentrums, der laut Der Spiegel einzig unabhängigen Meinungsforschungorganisation in Russland, sind 50 Prozent der Bürger Moskaus der Meinung, dass die russischen Kampfhandlungen in der Ukraine fortgesetzt werden sollten, während auf dem Land „nur“ 31 Prozent und in Kleinstädten 37 Prozent derselben Meinung sind. Laut Lew Gudkow ist in Moskau der Anteil der Menschen mit Hochschulbildung landesweit am höchsten, und er erklärte, dass die in Moskau lebenden Mitarbeiter der Ministerien, Behörden und Staatsunternehmen mit den besser gebildeten Menschen Putins Basis bildeten. Die Mittelschicht sei gespalten. Viele unterstützten Putin aus Abhängigkeit, aber auch weil sie an die Vormachtstellung Russlands glaubten. Außerdem haben laut Gudkow viele Kriegsgegner die Hauptstadt verlassen.

### 6. Januar
Bei einem russischen Angriff auf die Stadt Pokrowsk wurden nach ukrainischen Angaben elf Menschen getötet, darunter fünf Kinder.
Die Ukraine meldete, einen russischen Kommandoposten am Flughafen Saky auf der Krim zerstört zu haben. Russland fing dort nach eigenen Angaben Drohnen und Marschflugkörper ab.
Ehefrauen der für den Krieg gegen die Ukraine mobilisierten Russen protestierten Medienberichten zufolge unter anderem mit Blumenniederlegungen an Soldatenfriedhöfen gegen den weiteren Einsatz ihrer Männer. „Unser Präsident hat das Jahr 2024 zum Jahr der Familie deklariert, doch unsere Familien, nämlich die der Mobilisierten, zählen wahrscheinlich nicht als Bürger Russlands“, zitierte das oppositionelle Internetportal Sota die Klage einer Beteiligten.

### 7. Januar
Die ukrainische Luftwaffe teilte mit, die Ukraine sei in der Nacht mit drei Marschflugkörpern und 28 Drohnen angegriffen worden, von denen sie 21 abgefangen bzw. zerstört habe. In der südukrainischen Oblast Cherson wurden nach offiziellen Angaben durch russischen Beschuss von Wohnvierteln mindestens zwei Menschen getötet, weitere wurden verletzt.
Zum Besuch der japanischen Außenministerin Yōko Kamikawa in der Hauptstadt Kiew teilte ihr Ministerium mit, sie betone die Position, die Ukraine in der „derzeit schwierigen internationalen Situation“ zu unterstützen und sich mit ihr offen über die Bemühungen um einen dauerhaften Frieden auszutauschen. Japan werde 37 Mio. US-Dollar (33,7 Mio. Euro) in einen NATO-Fonds einzahlen, sagte Kamikawa bei einer Pressekonferenz mit ihrem Amtskollegen Dmytro Kuleba. Dieses Geld solle dann in Systeme für Drohnenerkennung fließen.

### 11. Januar
Lettland gab bekannt, dass es weitere Militärhilfe für die Ukraine leisten sowie in diesem Jahr 3000 ukrainische Soldaten ausbilden werde.

### 12. Januar
Der britische Premierminister Rishi Sunak besuchte Kiew. Zuvor hatte er militärische Unterstützung in Höhe von 2,5 Milliarden Pfund (etwa 2,9 Milliarden Euro) zugesagt. Zugleich unterzeichneten beide Länder ein Abkommen über eine Zusammenarbeit im Sicherheitsbereich, das für einen Zeitraum von zehn Jahren mit möglicher Verlängerung gilt. Der ukrainische Präsident Wolodymyr Selenskyj verglich nach dem Besuch Londons Sicherheitszusagen für Kiew mit den US-Sicherheitsgarantien für Israel.

### 13. Januar
Der neue französische Außenminister Stéphane Séjourné besuchte bei seiner ersten offiziellen Auslandsreise Kiew und sagte, ein französischer Verteidigungsfonds, mit dessen Hilfe die Ukraine Rüstungsgüter einkaufen solle, sei in den vergangenen Wochen mit neuen Mitteln ausgestattet worden. Konkrete Zahlen nannte er nicht.
Nach Angaben der Ukraine hat Russland das Land nachts und am Morgen erneut schwer angegriffen. Medienberichten zufolge hat Russland beim jüngsten Kriegsgefangenenaustausch vor allem in den eigenen Reihen kämpfende Straftäter zurückgeholt, darunter verurteilte Mörder, Entführer und Räuber, auch Wiederholungstäter.

### 14. Januar
Britischen Erkenntnissen zufolge ist durch den Angriffskrieg auch die Gesundheitsversorgung in Russland beeinträchtigt. Da Soldaten klinisch behandelt werden müssten, ist es laut russischen Medien für die Bürger problematisch, Krankenhausleistungen zu erhalten, auch seien Antibiotika knapp. Wegen Mangel an Klinikpersonal und aufgrund finanziellen Drucks werde bei der zivilen Gesundheitsversorgung gekürzt.
Die Ukraine warf Russland den verbotenen Einsatz von Tränengas mittels Granaten mit dem Reizgas CS gegen Schützengräben vor. Seit Kriegsbeginn seien 626 Fälle gezählt worden, seit Januar 2024 mit steigender Tendenz. Der Einsatz von Tränengas im Krieg ist gemäß der auch von Russland unterzeichneten Chemiewaffenkonvention untersagt.

### 15. Januar
Die ukrainische Luftwaffe schoss nach eigenen Angaben zwei strategisch wichtige russische Flugzeuge über dem Asowschen Meer ab; der ukrainische Oberbefehlshaber Walerij Saluschnyj teilte mit, dass es sich hierbei um ein A-50-Aufklärungsflugzeug und ein Il-22M-Kommandoflugzeug handele. Die Il-22M notlandete laut Berichten nach dem Beschuss in der südrussischen Stadt Anapa. Die russischen Streitkräfte sollen Berichten zufolge über knapp ein Dutzend A-50 und etwa gleich viele Il-22M verfügen. Laut Berliner Morgenpost besitzt Russland nach Schätzungen lediglich neun der Il-22M-Flugzeuge. Russische Militärblogger spekulierten zunächst, die russische Flugabwehr sei möglicherweise wie in früheren Fällen selbst für den Abschuss der Flugzeuge verantwortlich.

### 16. Januar
Putin kritisierte vor Funktionären den Westen mit einem Topos, das vorher bereits andere russische Politiker gegen die Ukraine verwendet hatten. Er äußerte „Es ist schwierig, Kinder unter den Bedingungen zu erziehen, die heute in einigen Ländern des Westens geschaffen werden“, „Gemeinsame Toiletten für Jungen und Mädchen, solche Dinge. Das ist schon so alltäglich, gewöhnlich geworden.“ Russen, die aus unterschiedlichen Gründen das Russland verlassen hätten, kehrten nun deswegen zurück oder dächten darüber nach. „Für Menschen mit traditionellen, normalen menschlichen Werten ist es sehr schwierig, unter solchen Bedingungen zu leben“, fügte er hinzu. „Und wir werden alles dafür tun, um sie zu bewahren, um diesen kulturellen Code der Völker unseres Landes zu bewahren.“ Bereits Ende November hatte der Vorsitzende des Parlaments von Sankt Petersburg, Alexandr Belskij, beim „Weltrat des Russischen Volkes“ gesagt, bis zur „Befreiung“ der ukrainischen Hafenstadt Mariupol „gab es dort Toiletten für diejenigen, die sich über ihr Geschlecht nicht im Klaren waren“. „Und unter anderem davon befreien wir unsere russischen Erden.“, ergänzte er. Am 13. Januar schrieb zudem der St. Petersburger Gouverneur Alexander Dmitrijewitsch Beglow nach einem Besuch bei verwundeten Soldaten in einem Krankenhaus auf Telegram: „Diesen Jungs, die in Schulen Toiletten gesehen haben, wo statt zwei Räumen für Mädchen und für Jungen drei Räume für Mädchen, Jungen, und Genderneutrale sind, muss man nicht erklären, welche Werte wir verteidigen.“

### 17. Januar
Nach ukrainischen Behördenangaben wurden bei Luftangriffen auf Charkiw mindestens 17 Menschen verletzt.
Der Spiegel berichtete, wegen Munitionsmangels hätten die ukrainischen Streitkräfte angefangen, mit Artilleriegranaten zu haushalten. Sollte der Kongress der Vereinigten Staaten nicht die Fortführung der Unterstützung der Ukraine beschließen, würden ab Mai 2024 die monatlichen Hilfslieferungen im Wert von 500 Millionen US-Dollar auf 140 Mio. sinken. Auswirkungen wären insbesondere ein Rückgang bei Artilleriegeschossen, bei Flugabwehrraketen (Patriot, NASAMS und Stinger) und Munition für HIMARS-Raketen (GMLRS und GLSDB).
Laut Frankreichs Verteidigungsminister Sébastien Lecornu haben die Rüstungshersteller seines Landes ihre Produktion für die Ukraine beschleunigt, für einige Systeme habe sich die Produktionszeit halbiert. Man werde die Ukraine zukünftig weniger aus den eigenen Militärbeständen unterstützen: „Von jetzt an besteht die Lösung darin, die französische Rüstungsindustrie direkt mit der ukrainischen Armee zu verbinden“, sagte er in Le Parisien.

### 18. Januar
Die Ukraine beklagte einen massiven Mangel an Munition: Verteidigungsminister Rustem Umjerow betonte, dieser sei „ein sehr reales und dringliches Problem, mit dem unsere Truppen derzeit konfrontiert sind.“
Um einem Waffenmangel für die Ukraine entgegenzuwirken, gründeten Frankreich, Deutschland sowie 20 weitere Länder in Paris eine Artillerie-Koalition für die Produktion von Munition und Raketen. Frankreich kündigte zudem an, seine Waffenproduktion zu beschleunigen und 78 CAESAR-Artilleriesysteme zu liefern.
Nach einer Demonstration mit 3000 Teilnehmern in der russischen Teilrepublik Baschkortostan an der Wolga suchte die Polizei nach Organisatoren und Teilnehmern, wie das Innenministerium in der Hauptstadt Ufa mitteilte. Der Protest entzündete sich an dem Urteil gegen einen örtlichen Öko-Aktivisten, der sich „empört über die Russland vorgeworfenen Taten in den ukrainischen Städten Butscha und Irpin gezeigt“ hatte. Er habe Leute „in die Irre geführt und die Streitkräfte […] diskreditiert“, weswegen er zu drei Jahren in einer Strafkolonie verurteilt worden war. Mehrere Menschen wurden festgenommen. Polizisten überprüften lokalen Medienberichten zufolge Schüler und durchsuchten deren Telefone.
Das russische Verteidigungsministerium meldete die Einnahme des Dorfs Wesele in der Oblast Donezk 20 Kilometer von Bachmut entfernt.
Das Institute for the Study of War berichtete von einem bisher nicht öffentlich bekannten Abschuss eines russischen Patrouillenbootes der Tarantul-Klasse in der Nähe von Sewastopol Ende Dezember. Demnach hätten sowohl ukrainische Partisanen als auch Satellitenbilder den Abschuss durch die Ukraine bestätigt.

### 21. Januar
An einem Treibstoffterminal im russischen Ostseehafen Ust-Luga brach ein Brand aus, der laut ukrainischen Medien durch einen Drohnenangriff des ukrainischen Geheimdienstes verursacht wurde und nicht nur wirtschaftlichen Schaden anrichtete, sondern auch die Treibstoffversorgung des Militärs erheblich erschwerte. Der Terminalbetreiber Nowatek, Russlands größter Flüssigerdgasproduzent, musste wegen des Feuers nach eigenen Angaben Arbeiten an dem Terminal und einem benachbarten Komplex einstellen. Es wäre der dritte ukrainische Angriff auf große russische Energieanlagen binnen weniger Tage; zuvor hatte die Ukraine ein Ostsee-Ölterminal in Sankt Petersburg und ein Öldepot in der Oblast Brjansk mit Drohnen angegriffen.
Nach Angaben russischer Besatzungsbehörden wurden durch ukrainischen Beschuss eines Markts in Donezk mindestens 25 Menschen getötet und 20 Menschen verletzt.

### 22. Januar
Bei russischen Raketenangriffen wurden ukrainischen Angaben zufolge im ganzen Land 18 Menschen getötet und mehr als 130 verletzt, mehr als 200 Orte seien getroffen worden. Laut Beamten in Charkiw wurden allein in dieser Stadt acht Menschen bei einem Angriff auf ein Wohnhaus getötet.
Die deutsche Regierung sagte der Ukraine sechs Mehrzweckhubschrauber vom Typ Sea King Mk 41, Zubehör- und Ersatzteilpakete sowie Ausbildung dafür zu, teilte das Verteidigungsministerium mit. Zuvor hatten sich die Unterstützer der Ukraine im Ramstein-Format zu Beratungen zusammengeschaltet. Es sei die erste deutsche Lieferung dieser Art, teilte Verteidigungsminister Boris Pistorius dazu mit. Für den Schutz der ukrainischen Bevölkerung und Infrastruktur behalte Luftverteidigung Priorität.

### 24. Januar
In der Oblast Belgorod stürzte ein Militärflugzeug des Typs Il-76 ab; laut dem russischen Verteidigungsministerium starben dadurch neben der Besatzung und drei weiteren Personen 65 ukrainische Kriegsgefangene, die sich laut Ministerium an Bord befunden haben sollen und zu einem geplanten Gefangenenaustausch geflogen werden sollten. Ein Sprecher eines ukrainischen Geheimdienstes bestätigte, dass am 24. Januar ein Gefangenenaustausch geplant gewesen sei. Die Behauptung, wonach ukrainische Kriegsgefangene an Bord gewesen seien, werde geprüft. Laut den ukrainischen Streitkräften wurde bei dem Flug Munition für S-300 Systeme transportiert. Das russische Außenministerium erklärte, das Militärflugzeug sei von der Ukraine abgeschossen worden.
Bei einem russischen Raketenangriff auf die Stadt Hirnyk in der Ostukraine wurden nach ukrainischen Behördenangaben mindestens zwei Menschen getötet, acht weitere Menschen seien verletzt worden.

### 25. Januar
Der ukrainische Geheimdienst SBU griff einem Insider zufolge eine russische Ölraffinerie in Tuapse mit Drohnen an. Er ergänzte gegenüber der Nachrichtenagentur Reuters, es werde auch weitere solche Angriffe auf Anlagen geben, die Treibstoff für das russische Militär produzierten.
Vertreter der Ukraine äußerten, es gebe weiterhin keine Belege dafür, dass wirklich ukrainische Kriegsgefangene an Bord des abgestürzten russischen Militärflugzeugs gewesen seien. Der Sprecher des Militärgeheimdienstes der Ukraine sagte ukrainischen Medien zufolge: „Je länger diese Pause andauert, desto mehr Fragen kommen auf an der Version des Aggressorstaates.“

### 26. Januar
Die Ukraine erhielt von Russland die Überreste 77 gefallener Soldaten. Im Gegenzug habe Russland die Überreste von 55 eigenen gefallenen Soldaten bekommen, teilte der Duma-Abgeordnete Schamsail Saralijew mit.

### 29. Januar
Nach Informationen der Financial Times und des Guardian versuchte Ukraines Präsident Wolodymyr Selenskyj vergeblich, den Oberkommandierenden der Streitkräfte der Ukraine, General Walerij Saluschnyj, zum Rücktritt zu bewegen.
Wie die belgische EU-Ratspräsidentschaft mitteilte, verständigten sich die EU-Länder auf einen Vorschlag, die Erträge aus der Verwahrung eingefrorener russischer Zentralbank-Gelder für die Ukraine abzuschöpfen. Es könnte jährlich eine Milliardensumme anfallen, da in der EU über 200 Mrd. Euro der Zentralbank eingefroren wurden und die Kapitalerträge laufend steigen.
Eine russische Rentnerin wurde wegen eines Beitrags im Internet zur russischen Offensive zu fünfeinhalb Jahren Haft in einem Straflager verurteilt. Sie hatte zwei emotionale Beiträge auf der Social-Media-Plattform VKontakte geteilt, nachdem ihr Bruder unter den Trümmern eines „durch Granaten eingestürzten“ Gebäudes in der ukrainischen Stadt Dnipro verschüttet worden war.

### 31. Januar
Die ukrainische Abwehr meldete, in der Nacht 14 von 20 Drohnen abgeschossen zu haben. Außerdem seien durch drei Iskander-Raketen mindestens vier Menschen verletzt worden.
Bei einem ukrainischen Drohnenangriff wurde eine Ölfabrik im russischen Sankt Petersburg getroffen. Laut dem regionalen Internetportal Fontanka wurde ein Brand relativ schnell gelöscht, zudem seien weitere Gebäude und Fahrzeuge beschädigt worden.
Kiews Bürgermeister Vitali Klitschko warnte vor einer Machtzentralisierung durch das Präsidialbüro und monierte außerdem, dass er seit Invasionsbeginn keinen Kontakt zu Präsident Selenskyj gehabt habe, obwohl er „zig mal“ versucht habe, ein Telefonat oder Treffen zu arrangieren.
Die Ukraine und Russland schlossen einen Gefangenenaustausch ab. Nach russischen Angaben wurden jeweils 195 Kriegsgefangene übergeben, die ukrainische Seite gab allerdings die Zahl ihrer Heimkehrer mit 207 an.

### 1. Februar
Ukraines General Walerij Saluschnyj erklärte in einem Gastbeitrag auf CNN.com, wo seine Streitkräfte Veränderungen benötigen. Laut CNN entstand der Gastbeitrag, noch bevor Staatspräsident Wolodymyr Selenskyj Ende Januar Saluschnyj zum Rücktritt bewegen wollte.
Die Staatschefs der EU-Mitgliedstaaten verständigten sich darauf, der Ukraine für die Zeit von 2024 bis 2027 ein Darlehen von 33 Milliarden Euro zu gewähren und 17 Mrd. an Subventionen bzw. Zuschüssen zu geben. Gleichzeitig gab die EU bekannt, dass die zugesagte eine Million Artilleriegeschosse nicht bis Ende März, sondern bis zum Jahresende geliefert werden könne. Laut Militärexperte Franz-Stefan Gady könne sich das Kräfteverhältnis bei der Artillerie von derzeit 5 zu 1 zugunsten Russlands „durch die Engpässe […] in Richtung 6 zu 1, 7 zu 1 oder sogar darüber hinaus verschieben.“ Im Januar 2024 feuerten russische Streitkräfte etwa 10.000 Artilleriegranaten pro Tag ab, führte laut Gady aber nicht zu bedeutenden Frontverschiebungen. Wegen des Munitionsmangels werde die Ukraine laut Gady keine großen Offensivversuche im Jahr 2024 durchführen können.
Nach Angaben des ukrainischen Militärgeheimdienstes wurde nachts durch mit Sprengstoff beladene Seedrohnen die russische Korvette Iwanowez (Tarantul-Klasse) der Schwarzmeerflotte versenkt.
Nach russischen Angaben feuerten ukrainische Streitkräfte zwanzig Marschflugkörper auf den Raum Sewastopol ab. Siebzehn seien bereits über dem Schwarzen Meer abgewehrt worden, drei weitere über der Krim. Über entstandene Schäden lagen keine unabhängigen Berichte vor. Russische Behörden meldeten geringe Schäden durch herabfallende Trümmer.
Laut dem britischen Militärnachrichtendienst wurden Kampfeinheiten der russischen Söldnergruppe Wagner in die Nationalgarde eingegliedert.
Die Internationale Atomenergiebehörde (IAEA) teilte mit, Angestellte des ukrainischen Energiebetreibers Energoatom dürften das russisch besetzte Atomkraftwerk Saporischschja nicht mehr betreten. Laut den Besatzern würden nur noch Mitarbeiter dort arbeiten, „welche die russische Staatsbürgerschaft angenommen und Verträge mit dem russischen Betreiber unterzeichnet haben“.
In der Oblast Cherson wurden nach offiziellen Angaben zwei freiwillige Helfer aus Frankreich durch russischen Beschuss getötet, drei weitere Ausländer und ein ukrainischer Helfer wurden demnach verletzt.
Russland verweigerte nach ukrainischer Darstellung die Herausgabe der Leichen von Kriegsgefangenen, die nach wenige Tage zuvor angeblich beim Abschuss eines russischen Militärtransportflugzeugs durch die Ukraine getötet worden waren. Dies sei mehrfach abgelehnt worden. Der Sprecher des ukrainischen Militärgeheimdienstes, Andrij Jussow bekräftigte die Forderung nach internationalen Ermittlungen zum Absturz.

### 3. Februar
Nach ukrainischen Angaben konzentrierten die russischen Streitkräfte vierzigtausend Soldaten, hunderte Haubitzen und über 600 Kampffahrzeuge östlich der ukrainischen gehaltenen Stadt Kupjansk. Der ukrainische Militär-Thinktank Center for Defense Strategies erklärte, dass Russland bis zu den Präsidentschaftswahlen im März 2024 „die gesamten Oblaste Donezk und Luhansk sowie einen Teil der Oblast Charkiw bis zum Fluss Oskil“ erobert haben wolle. Der Oskil fließt von Norden durch Kupjansk. Das ukrainische Verteidigungsministerium stellte weitere mechanisierte Brigaden auf und entsandte diese zur Verstärkung nach Kupjansk.
Ab Sommer 2023 erhielt Russland nach Geheimdienstinformationen Südkoreas, der USA und Estlands zwischen 2000 und 5000 mit Rüstungsgütern beladene Container aus Nordkorea. Die Güter sollen vom nordkoreanischen Rajin zum russischen Hafen Dunai verschifft und von dort per Eisenbahn nach Tichorezk gebracht worden sein.
Ein nach einem Drohnenangriff ausgebrochenes Feuer in einer Ölraffinerie im russischen Wolgograd wurde laut örtlichen Behörden gelöscht, eine Drohne sei abgefangen und zerstört worden.

### 4. Februar
Die russische Besatzungsverwaltung der Oblast Luhansk warf der ukrainischen Armee vor, die Stadt Lyssytschansk angegriffen und 28 Menschen getötet zu haben.

### 5. Februar
Dem deutschen Generalmajor Christian Freuding zufolge sollte das Ausbleiben von größeren Frontverschiebungen nicht darüber hinwegtäuschen, dass von beiden Kriegsparteien „intensive Operationen geführt werden und teilweise um jeden Meter gerungen wird“.

### 6. Februar
Ukraines Präsident Selenskyj unterzeichnete ein Dekret, mit dem Drohnen bzw. „unbemannte Systeme“ zu einer Truppengattung in den Streitkräften werden. Der ukrainische Inlandsgeheimdienst SBU teilte mit, ein Spionagenetzwerk des russischen FSB aufgedeckt und fünf Verdächtige festgenommen zu haben.

### 7. Februar
Bei russischen Luftangriffen auf Kiew sind nach Angaben von Bürgermeister Vitali Klitschko vier Menschen getötet und über 30 verletzt worden. Teilweise beschädigten Trümmer abgefangener Raketen die Stromleitungen der Hauptstadt.
Nachdem die Duma einem Gesetzentwurf für die Beschlagnahme des Vermögens von Kritikern des russischen Militärs zugestimmt hatte, stimmte dem auch der Föderationsrat zu.
Ein in den Senat der Vereinigten Staaten eingebrachter Gesetzentwurf zur weiteren Unterstützung der Ukraine durch Auslandshilfen fand mangels Rückhalts bei der Republikanischen Partei nicht die erforderliche Mehrheit. Carlo Masala, Politikwissenschaftler und Professor für Internationale Politik an der Universität der Bundeswehr München, erklärte, dass es keine Einigung unter den Mitgliedstaaten der Europäischen Union bezüglich der Frage gebe, ob die Länder der EU die – eventuell dauerhaft – ausfallenden US-amerikanischen Auslandshilfen für die Ukraine auffangen bzw. kompensieren könnten. So gäbe es „bei Italien, Spanien, Portugal und zum Teil auch Frankreich“ keine Überzeugung, mehr für die Ukraine zu tun. Er verwies darauf, dass den Ukrainern mittlerweile die „wichtigsten Sachen für Kriegsführung […] Artilleriegranaten“ fehlten, und meinte, dass es selbst bei einer schnellen Einigung des Westens, die Ukraine weiter zu unterstützen, Monate dauern würde, bis den Ukrainern die Munition zur Verfügung stünde. Es sei nicht auszuschließen, dass die ukrainischen Streitkräfte in den kommenden Wochen wegen ausbleibender Munition und infolgedessen hohen Verlusten Städte aufgeben bzw. sie den russischen Streitkräften überlassen müssten.

### 8. Februar
Der ukrainische Staatspräsident Wolodymyr Selenskyj entließ den bisherigen militärischen Befehlshaber der ukrainischen Streitkräfte, Generalstabschef Walerij Saluschnyj, und ernannte General Oleksandr Syrskyj zu dessen Nachfolger.
Erstmals seit Beginn des russischen Angriffskriegs im Februar 2022 ließ sich der russische Staatspräsident Wladimir Putin von einer Person aus der westlichen Welt interviewen. Das Interview hatte am 6. Februar stattgefunden und wurde am 8. Februar veröffentlicht. Der Interviewer Tucker Carlson hatte vor dem Interview u. a. behauptet, dass sich seit Beginn der Invasion kein westlicher Journalist abgesehen von ihm um ein Interview mit dem russischen Präsidenten bemüht hätte. Dem widersprach der Sprecher des Kremls, Dmitri Peskow; er erklärte, dass der russische Präsident viele Interviewanfragen erhalten habe, aber der Kreml „kaum einen Sinn darin, kaum einen Nutzen“ sehe, mit jenen westlichen Medien („traditionelle Fernsehsender, große Zeitungen“) zu kommunizieren, die bisher eine Anfrage gestellt hätten. Von den westlichen Medien haben u. a. die BBC und CNN nach eigenen Angaben seit Februar 2022 wiederholt Interviewanfragen an das russische Präsidialamt gestellt. Putin lastete in diesem Interview, in dem er über weite Strecken einen Monolog über Geschichte hielt, die Schuld für den Krieg erneut der NATO an und sprach von einer Bereitschaft, mit dem Westen zu verhandeln, wenn dieser einsehe, den Krieg trotz seiner Unterstützung für die Ukraine nicht gewinnen zu können. Zugleich stritt er ab, einen Angriff auf NATO-Länder wie Polen oder Lettland zu planen.

### 9. Februar
In der Oblast Sumy im Nordosten der Ukraine wurden nach ukrainischen Angaben drei Menschen bei einem russischen Luftangriff getötet.

### 10. Februar
Der ukrainische Präsident Wolodymyr Selenskyj kündigte die Neubesetzung von fünf weiteren hochrangigen militärischen Posten an, nachdem er am 8. Februar Saluschnyj durch Syrskyj als Oberbefehlshaber ersetzt hatte. Als stellvertretender Stabschef unter Syrskyj übernehme Oberst Wadym Sucharewskyj die Verantwortung für unbemannte Systeme und die Entwicklung des Drohneneinsatzes durch Soldaten.
Nach Angaben der ukrainischen Militärführung gab es an zwei Frontabschnitten nahe Donezk besonders schwere Kämpfe, bei Awdijiwka nördlich von Donezk und bei Marjinka. Die Einnahme der Kleinstadt südlich von Donezk hatte das russische Militär Ende 2023 gemeldet.
Bei einem russischen Drohnenangriff auf eine Tankstelle in Charkiw wurden nach ukrainischen Angaben mindestens sieben Menschen getötet; unter den Toten seien auch zwei Kinder sowie ein Säugling.
Wie die Welt am Sonntag berichtete, geht die deutsche Bundesregierung davon aus, dass rund zehn Millionen Menschen die Ukraine verlassen könnten, wenn das Land zerfiele, und berief sich dabei auf Auskünfte von Parlamentariern und aus Sicherheitskreisen. Die überwiegende Mehrheit der Flüchtlinge würde in diesem Szenario nach Westeuropa aufbrechen, ein Zielland wäre Deutschland.

### 11. Februar
Nach dem ukrainischen Militärgeheimdienst nutzen russische Truppen in der Ukraine den US-Satelliten-Internetdienst Starlink in einem „allmählich systematischen“ Ausmaß. Laut Newsweek seien Starlink-Geräte über einen Zwischenhändler in Dubai an russische Onlineshops verkauft und von dort ans Militär geliefert worden. Sicherheitsexperte Frank Sauer bewertete dessen Relevanz: „Wenn es […] ein technisches System gibt, das man als ‚Gamechanger‘ bezeichnen kann, dann ist es auf jeden Fall Starlink.“
Ukraines Präsident Selenskyj ernannte den stellvertretenden Verteidigungsminister Oleksandr Pawljuk zum Nachfolger von Oleksandr Syrskyj als Kommandeur des Heeres.

### 13. Februar

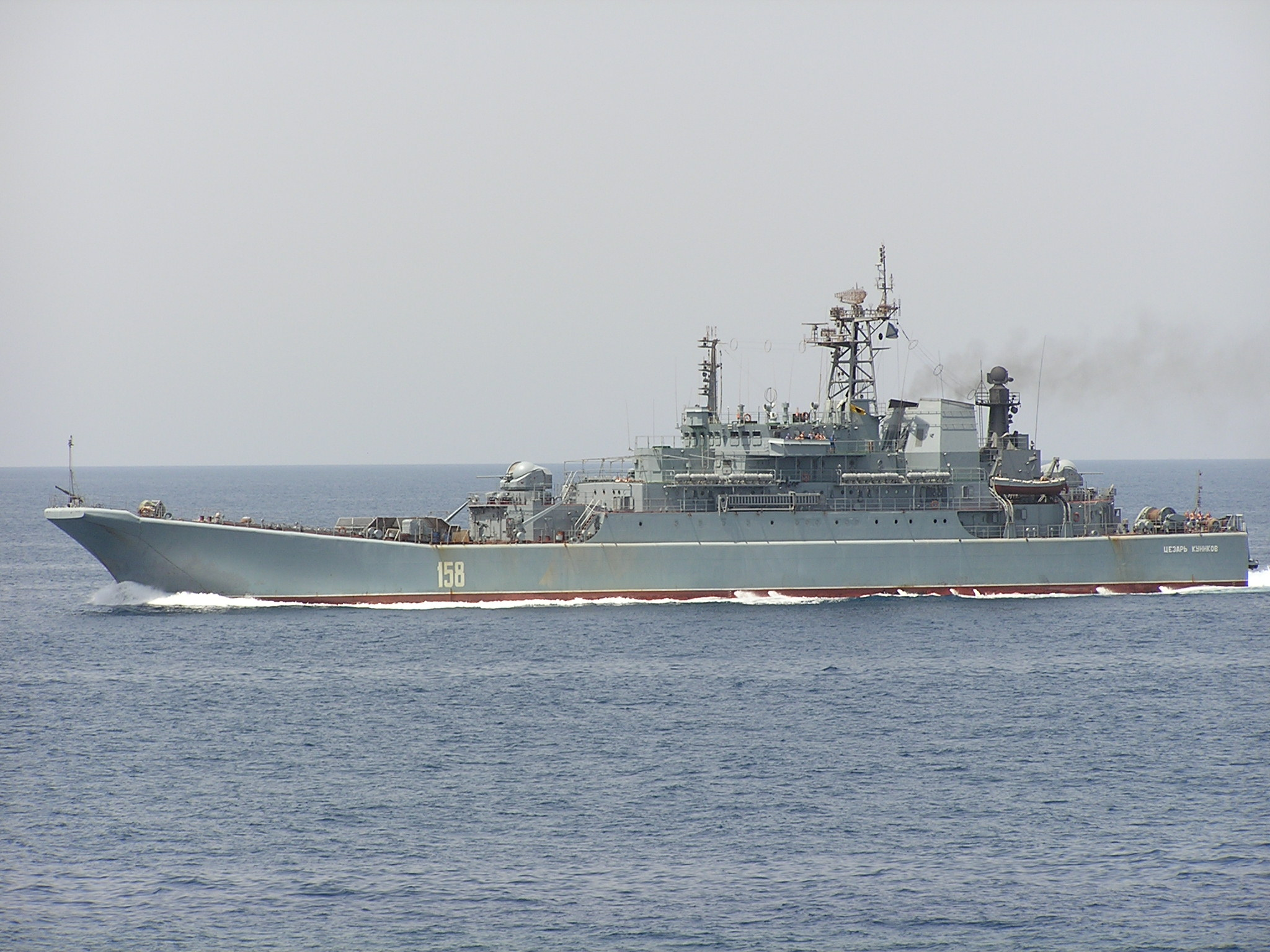
Die Zesar Kunikow (2003)

Nach mehreren Anläufen bewilligte der US-Senat ein Gesetz zur Fortsetzung der militärischen Hilfslieferungen über 60,1 Milliarden US-Dollar für die Ukraine.

### 14. Februar
Nach eigenen Angaben gelang es den ukrainischen Streitkräften mit Seedrohnen, vor der Halbinsel Krim das russische Landungsschiff Zesar Kunikow zu versenken.

### 15. Februar
Das ukrainische Militär musste nach eigenen Angaben in der Schlacht um Awdijiwka ihre Hauptversorgungsroute in die Stadt aufgeben. Der Nachschub und die Evakuierung aus der Stadt seien seitdem erschwert, würden nach ukrainischen Militärangaben aber über eine vorbereitete Alternativroute vorgenommen.
In der Nacht setzte ein ukrainischer Drohnentreffer ein großes Treibstofflager in der grenznahen russischen Oblast Kursk in Brand, wie russische Behörden mitteilten; Verletzte habe es nicht gegeben. Der Brand setzte die Serie ukrainischer Angriffe auf Anlagen der russischen Öl- und Gasindustrie fort.
Die Vereinten Nationen, die Weltbank und die ukrainische Regierung berichteten übereinstimmend, dass sich die materiellen Kriegsschäden in der Ukraine auf mindestens 152 Milliarden US-Dollar beliefen. Für den Wiederaufbau werde mit Kosten von fast 500 Milliarden US-Dollar gerechnet.

### 16. Februar
Die Regierungen Deutschlands und der Ukraine unterzeichneten zu Beginn der 60. Münchner Sicherheitskonferenz ein Sicherheitsabkommen zur langfristigen Unterstützung des von Russland angegriffenen Landes. Das deutsch-ukrainische Abkommen ist eine Absichtserklärung ohne Rechtsverbindlichkeit und ohne finanzielle Verpflichtungen. Am selben Tag unterzeichnete die ukrainische Regierung außerdem eine bilaterale Sicherheitsvereinbarung mit der Regierung Frankreichs. In der Erklärung sagte Frankreich der Ukraine zusätzliche Militärhilfe für 2024 im Wert von drei Milliarden Euro zu.
Laut dem US-Verteidigungsministerium hat die Russische Föderation für den Militäreinsatz in der Ukraine bis Februar 2024 bis zu 211 Milliarden Dollar ausgegeben. In Bezug auf das entgangene Wirtschaftswachstum habe der Krieg Russland 1,3 Billionen Dollar – im Vergleich zu dem zuvor erwarteten Wirtschaftswachstum bis 2026 – gekostet.

### 17. Februar
Generaloberst Oleksandr Syrskyj gab bekannt, allen in Awdijiwka kämpfenden ukrainischen Einheiten den Rückzug befohlen zu haben, um deren Einkreisung durch russische Truppen zu vermeiden. Bei dieser Absetzbewegung geriet nach ukrainischen Angaben „eine gewisse Anzahl ukrainischer Soldaten“ in Kriegsgefangenschaft.
Die ukrainischen Streitkräfte schossen nach eigenen Angaben drei russische Kampfflugzeuge – zwei Su-34-Jagdbomber und einen Su-35-Kampfjet – über dem Osten der Ukraine ab.

### 18. Februar
Russlands Präsident Wladimir Putin behauptete in einem Interview, dass es in der Ukraine „um Schicksal, um eine Frage von Leben oder Tod“ gehe und dass sein Land weiterhin gesprächsbereit sei.
Die dänische Premierministerin Mette Frederiksen gab bekannt, den nationalen Bestand der Artilleriemunition an die Ukraine zu spenden. Sie wies darauf hin, dass Artilleriegranaten in Europa ausreichend vorhanden seien. Der tschechische Präsident Petr Pavel sagte auf der Münchner Sicherheitskonferenz, dass seine Regierung rund 800.000 Geschosse auf dem Weltmarkt identifiziert habe; man suche nun europäische Mitkäufer, um sie anschließend in die Ukraine zu schicken.
Der Ukraine gelang es nach eigenen Angaben in der Nacht erneut, ein russisches Kampfflugzeug Su-34 abzuschießen.
Russische Streitkräfte feuerten ukrainischen Angaben zufolge Raketen auf eine Reihe von Städten in der Ostukraine ab, dabei wurden mindestens drei Menschen getötet und weitere unter Gebäudetrümmern begraben.
Nach dem Tod Alexei Nawalnys forderte die estnische Ministerpräsidentin Kaja Kallas schärfere Sanktionsinstrumente: „Es gibt eine Sache, vor der Russland Angst hat, und das ist die Verwendung der Vermögenswerte, die wir derzeit eingefroren haben.“ Sie schlug vor, davon die Ukraine für die Zerstörungen zu entschädigen; Estland habe ein solches Gesetz bereits ausgearbeitet.

### 21. Februar
Die Europäische Union beschloss ein 13. Sanktionspaket gegen Russland. Beim Angriff auf einen Truppenübungsplatz tötete die Ukraine den Kommandanten der 36 motorisierten Schützenbrigade und eine unbekannte Anzahl Soldaten.

### 23. Februar
Ein Wiederaufbau der Ukraine würde nach Angaben des stellvertretenden ukrainischen Regierungschefs Oleksandr Kubrakov bis zu zehn Jahre dauern.
Nach Frankreich, Deutschland und dem Vereinigten Königreich unterzeichnete auch Dänemark ein auf 10 Jahre befristetes bilaterales Sicherheitsabkommen mit der Ukraine. Als Reaktion auf am 21. Februar beschlossene EU-Sanktionen gegen Russland verhängte Russland Einreiseverbote gegen einzelne Personen von europäischen Strafverfolgungsbehörden und Handelsorganisationen. Die Regierung der Vereinigten Staaten kündigte über 500 einzelne Sanktionen gegen Russland an.
Durch einen russischen Luftangriff auf Odessa wurden nach ukrainischen Angaben drei Menschen getötet. Gemeldet wurde außerdem ein russischer Luftangriff auf Dnipro. Die ukrainischen Streitkräfte haben eigenen Angaben zufolge – zum zweiten Mal innerhalb von sechs Wochen – ein russisches Aufklärungsflugzeug des Typs A-50U über dem Asowschen Meer abgeschossen.

### 24. Februar
Nach Frankreich, Deutschland, dem Vereinigten Königreich und Dänemark unterzeichneten auch Italien und Kanada ein bilaterales Sicherheitsabkommen mit der Ukraine.
Beim NLMK-Stahlwerk in der russischen Stadt Lipezk wurde durch einen ukrainischen Drohnenangriff ein Großbrand ausgelöst.

### 26. Februar
Beide Seiten meldeten, dass das rund zwei Kilometer westlich von Awdijiwka liegende Dorf Lastotschkyne von russischen Truppen eingenommen wurde.
Im Spiegel wurde berichtet, dass die russische Armee wegen des Munitionsmangels der Ukraine und ihrer teilweisen Inaktivität ihre Fronteinheiten nach Wochen im Gefecht austauschen und außerdem viel Material aus dem Hinterland an die Front nachschieben könnten. Der Planungs- und Führungsstab des deutschen Verteidigungsministeriums gab bekannt, dass er für die Ukraine „aus aller Herren Länder Munition zu beschaffen“ versuche.
Der ukrainische Minister für strategische Industrien, Oleksandr Kamyschin, erklärte, sein Land habe mit Russland bei Menge und Qualität der hergestellten Kampfdrohnen gleichgezogen. Die Kopien der vom Angreifer genutzten iranischen Shahed-Drohnen entsprächen den Originalen „sowohl in der Größe der Sprengsätze als auch in Reichweite und anderen technischen Parametern“.
Mindestens zwei Menschen seien bei russischen Nachtangriffen mit gelenkten Fliegerbomben gestorben, teilte die Verwaltung der Oblast Sumy mit.
Bundeskanzler Olaf Scholz begründete seine anhaltende Ablehnung der Lieferungen von Taurus-Marschflugkörpern an die Ukraine: „Wir dürfen an keiner Stelle und an keinem Ort mit den Zielen, die dieses System erreicht, verknüpft sein.“ Er wundere sich, dass einige „nicht einmal darüber nachdenken, ob es gewissermaßen zu einer Kriegsbeteiligung kommen kann durch das, was wir tun.“ Er ergänzte mit Blick auf ähnliche Marschflugkörper: „Das, was an Zielsteuerung und an Begleitung der Zielsteuerung vonseiten der Briten und Franzosen gemacht wird, kann in Deutschland nicht gemacht werden.“

### 27. Februar
Vor dem Hintergrund des Munitionsmangels gab das ukrainische Militär bekannt, sich aus den bei Awdijiwka liegenden Dörfern Sievierne und Stepowe zurückgezogen zu haben. Um die Vororte der Stadt Tschassiw Jar, Iwaniwske und Bogdaniwka, fänden erbitterte Kampfhandlungen statt. US-Präsident Joe Biden wandte sich abermals mit der Bitte an den Kongress, weitere Militärhilfen für die Ukraine zu bewilligen.
Der französische Staatspräsident und der Ministerpräsident schlossen einen Einsatz von Truppen in der Ukraine nicht aus. Macrons Gedankenspiel wurde von der NATO und allen anderen EU-Staaten bis auf Litauen und Lettland abgelehnt.
Die Regierung des Vereinigten Königreichs widersprach am Vortag der von Scholz geäußerten Behauptung, dass Briten bei der Zielsteuerung von Waffen unterstützten: „Der Einsatz von Storm Shadow und der Prozess der Zielauswahl sind Sache der ukrainischen Streitkräfte“, ließ die Regierung auf Anfrage mitteilen. Der Politikwissenschaftler Thomas Jäger kritisierte, Bundeskanzler Scholz bringe Argumente gegen eine Taurus-Lieferung vor, „die der Überprüfung nicht standhalten“. Scholz’ Weigerung könne „mit Taurus nichts zu tun haben, weil er kein stechendes Argument vorträgt“.

### 28. Februar

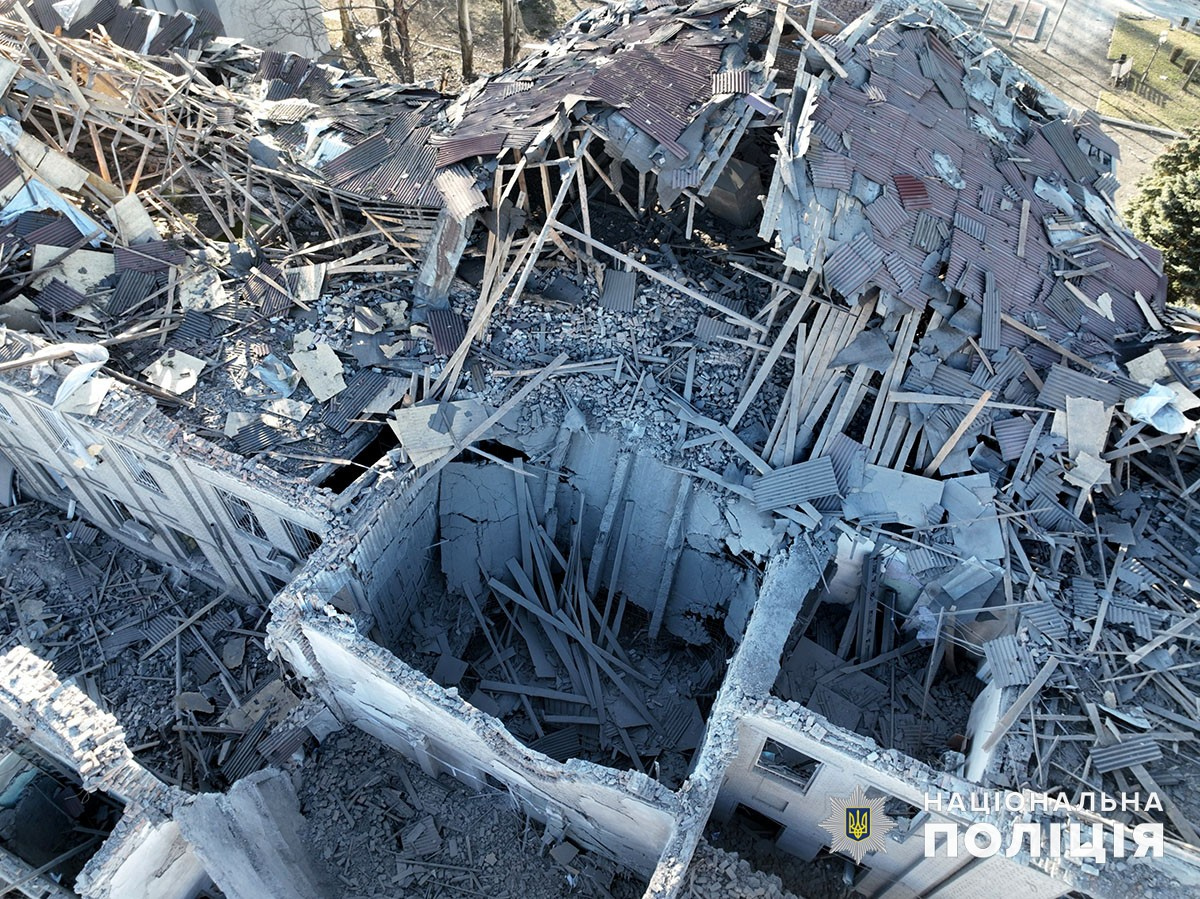
Nationale Technische Universität Donezk in Pokrowsk nach einem Raketenangriff am 28. Februar

Die ukrainischen Streitkräfte meldeten, zwischen dem 17. und dem 27. Februar neun Su-34 und Su-35 und eine Berijew A-50 der russischen Streitkräfte abgeschossen zu haben.
Bei einem russischen Luftangriff in der Ostukraine kamen zwei Menschen ums Leben, eine 48-Jährige und ein sechsjähriges Mädchen, wie der Sprecher der ukrainischen Innenbehörde mitteilte.
Das zwischen der Republik Moldau und der Ukraine liegende international nicht anerkannte Separatistengebiet Transnistrien bat Russland, die OSZE, das Europäische Parlament, das Rote Kreuz und die Vereinten Nationen in einer Resolution um „Schutz“ seiner „mehr als 220.000 russischen Bürger“ gegen Moldau, um „Provokationen“ zu verhindern, die zu einer „Eskalation der Spannungen“ führen könnten. Die Regierung der Republik Moldau bezeichnete die Aussagen der Separatisten als „Propaganda“. Als Reaktion auf die Resolution bezeichnete Moskau den „Schutz“ der Bewohner in Transnistrien als „eine der Prioritäten“.

### 29. Februar
Das ukrainische Militär meldete Kampfhandlungen bei Dörfern westlich von Awdijiwka, in der Oblast Donezk; Tonenke, Orliwka, Semeniwka und Berdytschi. Der ukrainische Oberbefehlshaber Oleksandr Syrskyj warf mehreren Kommandeuren Fehleinschätzungen vor. Dadurch seien die ukrainischen Einheiten dort in Bedrängnis geraten. Gleichzeitig hätten ukrainische Einheiten russische Truppen aus Orliwka zurückgedrängt. Zudem meldete die ukrainische Armee, am 29. Februar drei weitere russische Kampfflugzeuge des Typs Su-34 abgeschossen zu haben. Bereits am Vortag hatte das ukrainische Militär über den Abschuss von mehreren Militärflugzeugen berichtet.
Russische Streitkräfte rückten nach Angaben der russischen Nachrichtenagentur Interfax in die Ortschaft Robotyne in der Oblast Saporischschja vor. Sie hätten dabei mehrere Gebäude in dem Dorf eingenommen. Das russische Militär vermeldete zudem, einen Landungsversuch einer ukrainischen Spezialeinheit auf der von russischen Truppen gehaltenen Insel Tendra im Schwarzen Meer vereitelt zu haben. „Bis zu 25“ ukrainische Soldaten seien dabei getötet sowie ein Soldat gefangen genommen worden.
Das Europaparlament sprach sich in einer rechtlich nicht bindenden Resolution für die Lieferung von „Marschflugkörpern mit großer Reichweite wie die Systeme ‚Taurus‘“ an die Ukraine aus.
Der russische Staatspräsident Wladimir Putin warnte in seiner jährlichen Rede zur Lage der Nation vor einem Einsatz westlicher Bodentruppen in der Ukraine; dies könne in einem Nuklearkrieg enden bzw. in die Zerstörung der Zivilisation führen. Die russische Regierung verhängte einen zunächst für sechs Monate geltenden Exportstopp für Benzin.